# Ekstraklasa w piłce nożnej (2012/2013)/Wyniki spotkań

## Zestawienie wszystkich rozegranych meczów
Kliknięcie na wynik powoduje przejście do opisu danego spotkania.
|                            | BEŁ | GZA | JAG | KOR | LPO | LGD | LEG | PIA | POD | PWA | POG | RCH | ŚLĄ | WID | WKR | ZLU |
| -------------------------- | --- | --- | --- | --- | --- | --- | --- | --- | --- | --- | --- | --- | --- | --- | --- | --- |
| GKS Bełchatów              | –   | 2:0 | 1:1 | 1:1 | 0:1 | 1:1 | 0:2 | 1:3 | 2:1 | 0:5 | 0:1 | 0:3 | 1:0 | 0:0 | 0:0 | 3:2 |
| Górnik Zabrze              | 2:0 | –   | 1:2 | 2:0 | 0:1 | 2:0 | 2:2 | 1:0 | 0:1 | 0:4 | 0:0 | 2:0 | 4:1 | 3:1 | 0:1 | 0:2 |
| Jagiellonia Białystok      | 2:2 | 1:1 | –   | 0:0 | 0:1 | 0:2 | 0:3 | 0:2 | 2:1 | 2:0 | 1:0 | 1:0 | 0:3 | 2:2 | 2:2 | 0:0 |
| Korona Kielce              | 1:0 | 1:0 | 5:0 | –   | 0:1 | 0:1 | 3:2 | 4:0 | 2:1 | 1:1 | 2:1 | 2:1 | 1:1 | 0:0 | 1:1 | 1:0 |
| Lech Poznań                | 0:0 | 0:0 | 0:2 | 2:0 | –   | 4:2 | 1:3 | 4:0 | 0:2 | 0:1 | 1:1 | 4:0 | 0:3 | 4:0 | 1:0 | 3:1 |
| Lechia Gdańsk              | 1:1 | 0:2 | 2:3 | 3:2 | 2:0 | –   | 1:2 | 1:2 | 1:2 | 1:3 | 1:1 | 4:4 | 2:3 | 2:0 | 0:0 | 2:2 |
| Legia Warszawa             | 0:0 | 3:0 | 1:2 | 4:0 | 1:0 | 1:0 | –   | 3:2 | 3:1 | 1:1 | 3:1 | 3:0 | 5:0 | 1:0 | 2:1 | 2:0 |
| Piast Gliwice              | 2:3 | 1:2 | 1:1 | 1:1 | 0:3 | 2:0 | 0:0 | –   | 1:0 | 1:1 | 1:0 | 1:3 | 3:2 | 1:2 | 2:0 | 1:1 |
| Podbeskidzie Bielsko-Biała | 1:1 | 1:3 | 4:0 | 1:1 | 2:3 | 2:3 | 1:2 | 1:2 | –   | 0:1 | 2:1 | 1:2 | 1:1 | 2:2 | 1:1 | 1:1 |
| Polonia Warszawa           | 0:1 | 1:1 | 1:1 | 2:0 | 1:2 | 1:1 | 1:2 | 1:1 | 2:1 | –   | 2:0 | 2:1 | 2:2 | 3:1 | 1:2 | 0:1 |
| Pogoń Szczecin             | 0:1 | 1:0 | 1:1 | 2:1 | 0:2 | 0:2 | 0:3 | 0:2 | 2:0 | 3:1 | –   | 1:0 | 0:3 | 1:1 | 2:0 | 4:0 |
| Ruch Chorzów               | 2:1 | 0:0 | 1:1 | 1:1 | 0:4 | 0:1 | 0:0 | 1:2 | 1:3 | 2:1 | 2:3 | –   | 1:1 | 3:0 | 1:2 | 2:1 |
| Śląsk Wrocław              | 2:1 | 2:1 | 3:3 | 2:0 | 1:1 | 1:1 | 1:0 | 1:3 | 1:1 | 2:1 | 1:0 | 1:0 | –   | 2:1 | 3:0 | 0:2 |
| Widzew Łódź                | 1:0 | 1:1 | 3:0 | 1:0 | 0:1 | 1:2 | 1:1 | 1:1 | 1:2 | 3:2 | 1:3 | 2:0 | 2:1 | –   | 1:2 | 0:0 |
| Wisła Kraków               | 2:1 | 1:3 | 0:0 | 3:0 | 0:1 | 1:0 | 1:2 | 1:2 | 0:0 | 1:3 | 2:0 | 1:1 | 1:0 | 1:0 | –   | 0:1 |
| Zagłębie Lubin             | 1:0 | 1:2 | 2:1 | 2:1 | 0:1 | 0:3 | 2:2 | 2:1 | 1:2 | 0:0 | 3:0 | 2:3 | 4:0 | 0:1 | 4:1 | –   |

Drużyna gospodarzy jest wymieniona po lewej stronie tabeli.

Kolory: Niebieski = wygrana gospodarzy; Biały = remis; Czerwony = zwycięstwo gości.

## Runda jesienna (17 sierpnia – 10 grudnia)

### 1. kolejka (17 sierpnia – 20 sierpnia)
| 17 sierpnia 2012 18:00 | Pogoń Szczecin · Andradina 36' · Traoré 65' · Bonin 71' · Djoussé 85' | 4:0(1:0)Raport | Zagłębie Lubin        | Stadion Miejski, Szczecin Widzów: 8015 Sędzia: Dawid Piasecki (Słupsk) |
|                        |                                                                       |                | kartki: · 53' Vidanov |                                                                        |

| 17 sierpnia 2012 20:30 | Piast Gliwice · Skorupski 21' (sam.) | 1:2(1:0)Raport | Górnik Zabrze · 68' Przybylski · 81' Milik | Stadion Miejski, Gliwice Widzów: 6132 Sędzia: Szymon Marciniak (Płock) |
|                        | kartki: · Jurado 57' · Matras 65'    |                | kartki: · 59' Przybylski                   |                                                                        |

| 18 sierpnia 2012 13:30 | Jagiellonia Białystok · Plizga 72' · Norambuena 78' | 2:1(0:1)Raport | Podbeskidzie Bielsko-Biała · 1' Pawela                         | Stadion Miejski, Białystok Widzów: 3744 Sędzia: Adam Lyczmański (Bydgoszcz) |
|                        | kartki: · Makuszewski 73', 82' · Norambuena 86'     |                | kartki: · 17' Byrtek · 19' Sokołowski · 56' Łatka · 60' Náther |                                                                             |

| 18 sierpnia 2012 15:45 | Widzew Łódź · Dudek 56' · Broź 74' | 2:1(0:0)Raport | Śląsk Wrocław · 79' Kaźmierczak       | Stadion Widzewa, Łódź Widzów: 3000 Sędzia: Daniel Stefański (Bydgoszcz) |
|                        | kartki: · Kaczmarek 37'            |                | kartki: · 50' Kowalczyk · 55' Patejuk |                                                                         |

| 18 sierpnia 2012 18:00 | Lech Poznań · Ceesay 11' · Ślusarski 34' · Lovrencsics 44' · Ubiparip 90' | 4:0(3:0)Raport | Ruch Chorzów             | Stadion Miejski, Poznań Widzów: 15 638 Sędzia: Marcin Borski (Warszawa) |
|                        | kartki: · Wołąkiewicz 68'                                                 |                | kartki: · 22' Malinowski |                                                                         |

| 19 sierpnia 2012 14:30 | Wisła Kraków · Melikson 8' (k) · Genkov 90+1' | 2:1(1:1)Raport | GKS Bełchatów · 1' Szmatiuk                                         | Stadion Miejski, Kraków Widzów: 15 047 Sędzia: Robert Małek (Zabrze) |
|                        | kartki: · Iliev 25' · Głowacki 54'            |                | kartki: · 37' Wacławczyk · 44' Szmatiuk · 70' González · 82' Buzała |                                                                      |

| 19 sierpnia 2012 17:00 | Legia Warszawa · Ljuboja 19' (k), 42', 50' · Staňo 87' (sam.) | 4:0(2:0)Raport | Korona Kielce                  | Pepsi Arena, Warszawa Widzów: 17 246 Sędzia: Hubert Siejewicz (Białystok) |
|                        | kartki: · Łukasik 54' · Jędrzejczyk 82'                       |                | kartki: · 17' Lech · 20' Staňo |                                                                           |

| 20 sierpnia 2012 18:30 | Lechia Gdańsk · Wiśniewski 12'                                  | 1:3(1:2)Raport | Polonia Warszawa · 4' Gołębiewski · 18' Wszołek · 90' Kiełb | PGE Arena Gdańsk, Gdańsk Widzów: 15 945 Sędzia: Paweł Pskit (Łódź) |
|                        | kartki: · Rasiak 26' · Pietrowski 29' · Brożek 33' · Traoré 48' |                | kartki: · 33' Gołębiewski · 90' Baszczyński                 |                                                                    |

### 2. kolejka (24 sierpnia – 27 sierpnia)
| 24 sierpnia 2012 18:00 | Zagłębie Lubin · Jež 7' · Woźniak 68' | 2:1(1:0)Raport | Piast Gliwice · 64' Fernández          | Stadion Zagłębia, Lubin Widzów: 7054 Sędzia: Bartosz Frankowski (Toruń) |
|                        | kartki: · Rymaniak 70' · Hanzel 90'   |                | kartki: · 50', 86' Jurado · 83' Buryán |                                                                         |

| 24 sierpnia 2012 20:30 | Jagiellonia Białystok · Makuszewski 59'         | 1:1(0:1)Raport | Górnik Zabrze · 37' Milik          | Stadion Miejski, Białystok Widzów: 4353 Sędzia: Marcin Borski (Warszawa) |
|                        | kartki: · Ukah 9' · Pazdan 36' · Grzyb 79', 85' |                | kartki: · 11' Iwan · 39' Mączyński |                                                                          |

| 25 sierpnia 2012 13:30 | Podbeskidzie Bielsko-Biała · Demjan 17' | 1:1(1:1)Raport | Wisła Kraków · 45+2' Burliga | Stadion Miejski, Bielsko-Biała Widzów: 3200 Sędzia: Krzysztof Jakubik (Siedlce) |
|                        | kartki: · Piter-Bučko 18' · Byrtek 57'  |                |                              |                                                                                 |

| 25 sierpnia 2012 15:45 | Widzew Łódź · Ben Dhifallah 43' (k) · Rybicki 90'        | 2:0(1:0)Raport | Ruch Chorzów                                                                 | Stadion Widzewa, Łódź Widzów: 4100 Sędzia: Szymon Marciniak (Płock) |
|                        | kartki: · Ben Dhifallah 55' · Phibel 65' · Stępiński 86' |                | kartki: · 36' Zieńczuk · 39' Malinowski · 63' Đokić · 88' Sadlok · 89' Piech |                                                                     |

| 25 sierpnia 2012 18:00 | Polonia Warszawa · Teodorczyk 43'      | 1:2(1:1)Raport | Lech Poznań · 33' Trałka · 72' Tonev                                 | Stadion Polonii, Warszawa Widzów: 5000 Sędzia: Daniel Stefański (Bydgoszcz) |
|                        | kartki: · Wszołek 45' · Teodorczyk 56' |                | kartki: · 12' Możdżeń · 23' Ceesay · 56' Henríquez · 90+2' Ślusarski |                                                                             |

| 26 sierpnia 2012 14:30 | Śląsk Wrocław · Cetnarski 28', 42' (k) | 2:0(2:0)Raport | Korona Kielce                                                         | Stadion Miejski, Wrocław Widzów: 10 531 Sędzia: Paweł Gil (Lublin) |
|                        | kartki: · Elsner 59' · Voskamp 60'     |                | kartki: · 24' Małkowski · 40' Lisowski · 59' Golański · 90' Malarczyk |                                                                    |

| 26 sierpnia 2012 17:00 | GKS Bełchatów                                  | 0:2(0:1)Raport | Legia Warszawa · 9' Saganowski · 53' Żyro              | Stadion GKS-u, Bełchatów Widzów: 2600 Sędzia: Jarosław Rynkiewicz (Zielona Góra) |
|                        | kartki: · Baran 36' · Mak 40' · Wacławczyk 62' |                | kartki: · 36' Ljuboja · 67' Jędrzejczyk · 76' Żewłakow |                                                                                  |

| 27 sierpnia 2012 18:30 | Pogoń Szczecin        | 0:2(0:0)Raport | Lechia Gdańsk · 56' Traoré · 90+2' Surma          | Stadion Miejski, Szczecin Widzów: 10 187 Sędzia: Tomasz Musiał (Kraków) |
|                        | kartki: · Hernâni 61' |                | kartki: · 36' Traoré · 74' Pietrowski · 89' Surma |                                                                         |

### 3. kolejka (31 sierpnia – 3 września)
| 31 sierpnia 2012 18:00 | Piast Gliwice · Kędziora 27' (k)                | 1:0(1:0)Raport | Pogoń Szczecin                         | Stadion Miejski, Gliwice Widzów: 4219 Sędzia: Marcin Borski (Warszawa) |
|                        | kartki: · Jurado 43' · Ižvolt 54' · Zbozień 89' |                | kartki: · 25' Rogalski · 40' Andradina |                                                                        |

| 31 sierpnia 2012 20:30 | Wisła Kraków · Iliev 62'                           | 1:3(0:2)Raport | Polonia Warszawa · 17' Teodorczyk · 43' Dvalishvili · 82' Wszołek | Stadion Miejski, Kraków Widzów: 17 176 Sędzia: Paweł Gil (Lublin) |
|                        | kartki: · Głowacki 12' · Chávez 80' · Quioto 90+2' |                | kartki: · 39' Brzyski · 66' Pazio                                 |                                                                   |

| 1 września 2012 13:30 | Korona Kielce                           | 0:1(0:1)Raport | Lechia Gdańsk · 9' Ricardinho                       | Stadion Miejski, Kielce Widzów: 6607 Sędzia: Daniel Stefański (Bydgoszcz) |
|                       | kartki: · Jovanović 36' · Malarczyk 73' |                | kartki: · 26' Pietrowski · 62' Traoré · 78' Janicki |                                                                           |

| 1 września 2012 15:45 | Widzew Łódź · Aléx 27' | 1:0(1:0)Raport | GKS Bełchatów        | Stadion Widzewa, Łódź Widzów: 4500 Sędzia: Hubert Siejewicz (Białystok) |
|                       | kartki: · Dudek 70'    |                | kartki: · 67' Buzała |                                                                         |

| 1 września 2012 18:00 | Jagiellonia Białystok            | 0:0(0:0)Raport | Zagłębie Lubin        | Stadion Miejski, Białystok Widzów: 3097 Sędzia: Szymon Marciniak (Płock) |
|                       | kartki: · Gusić 29' · Pazdan 53' |                | kartki: · 54' Vidanov |                                                                          |

| 2 września 2012 14:30 | Lech Poznań          | 0:0(0:0)Raport | Górnik Zabrze                  | Stadion Miejski, Poznań Widzów: 27 130 Sędzia: Tomasz Musiał (Kraków) |
|                       | kartki: · Ceesay 45' |                | kartki: · 6' Milik · 51' Kwiek |                                                                       |

| 2 września 2012 17:00 | Śląsk Wrocław · Cetnarski 88' (k)                    | 1:0(0:0)Raport | Ruch Chorzów                                                            | Stadion Miejski, Wrocław Widzów: 15 728 Sędzia: Paweł Raczkowski (Warszawa) |
|                       | kartki: · Patejuk 12' · Grodzicki 65' · Ćwielong 66' |                | kartki: · 89' Malinowski · 89' Lewczuk · 90+2' Starzyński · 90+3' Piech |                                                                             |

| 3 września 2012 18:30 | Legia Warszawa · Żyro 82' · Furman 86' · Radović 90+3' | 3:1(0:1)Raport | Podbeskidzie Bielsko-Biała · 12' Demjan                  | Pepsi Arena, Warszawa Widzów: 15 732 Sędzia: Tomasz Garbowski (Kluczbork) |
|                       | kartki: · Astiz 23' · Wawrzyniak 89'                   |                | kartki: · 34' Król · 76' Byrtek · 83' Náther · 90' Zajac |                                                                           |

### 4. kolejka (14 września – 17 września)
| 14 września 2012 18:00 | Podbeskidzie Bielsko-Biała · Adamek 56'                                    | 1:1(0:1)Raport | Śląsk Wrocław · 7' Sobota                                         | Stadion Miejski, Bielsko-Biała Widzów: 2922 Sędzia: Paweł Gil (Lublin) |
|                        | kartki: · Dančík 30', 76' · Pawela 60', 81' · Piter-Bučko 72' · Król 90+2' |                | kartki: · 63' Jodłowiec · 85' Voskamp · 87' Ćwielong · 89' Spahić |                                                                        |

| 14 września 2012 20:45 | Pogoń Szczecin · Andradina 41' (k) · Kolendowicz 59' | 2:0(1:0)Raport | Wisła Kraków                       | Stadion Miejski, Szczecin Widzów: 9675 Sędzia: Adam Lyczmański (Bydgoszcz) |
|                        | kartki: · Kolendowicz 47' · Dąbrowski 90+6'          |                | kartki: · 45' Genkov · 68' Burliga |                                                                            |

| 15 września 2012 13:30 | Polonia Warszawa · Brzyski 79'                             | 1:1(0:1)Raport | Jagiellonia Białystok · 24' Frankowski            | Stadion Polonii, Warszawa Widzów: 4500 Sędzia: Robert Małek (Zabrze) |
|                        | kartki: · Dvalishvili 36' · Brzyski 73' · Teodorczyk 90+1' |                | kartki: · 38' Pejović · 45' Modelski · 82' Pazdan |                                                                      |

| 15 września 2012 15:45 | Lechia Gdańsk · Traoré 24'                  | 1:2(1:0)Raport | Piast Gliwice · 55' Fernández · 86' Podgórski         | PGE Arena Gdańsk, Gdańsk Widzów: 14 420 Sędzia: Paweł Raczkowski (Warszawa) |
|                        | kartki: · Bieniuk 70' · Andriuškevičius 83' |                | kartki: · 46' Klepczyński · 75' Oleksy · 90' Zganiacz |                                                                             |

| 15 września 2012 18:00 | Ruch Chorzów · Piech 45+1' | 1:1(1:1)Raport | Korona Kielce · 12' Staňo | Stadion Ruchu, Chorzów Widzów: 4000 Sędzia: Tomasz Musiał (Kraków) |
|                        | kartki: · Malinowski 17'   |                | kartki: · 18' Sierpina    |                                                                    |

| 16 września 2012 14:30 | Zagłębie Lubin                                     | 0:1(0:1)Raport | Widzew Łódź · 21' Aléx | Stadion Zagłębia, Lubin Widzów: 8128 Sędzia: Sebastian Jarzębak (Bytom) |
|                        | kartki: · Nhamoinesu 52' · Lira 59' · Rymaniak 90' |                | kartki: · 35' Broź     |                                                                         |

| 16 września 2012 17:00 | Górnik Zabrze · Oziębała 81' · Danch 90+1' | 2:2(0:1)Raport | Legia Warszawa · 4' Saganowski · 84' Furman         | Stadion Górnika, Zabrze Widzów: 3000 Sędzia: Dawid Piasecki (Słupsk) |
|                        |                                            |                | kartki: · 52' Astiz · 65' Radović · 90' Jędrzejczyk |                                                                      |

| 17 września 2012 18:30 | GKS Bełchatów                                     | 0:1(0:0)Raport | Lech Poznań · 66' Ślusarski                              | Stadion GKS-u, Bełchatów Widzów: 2400 Sędzia: Tomasz Wajda (Żywiec) |
|                        | kartki: · Baran 52' · Stulin 87' · González 90+4' |                | kartki: · 24' Lovrencsics · 36' Trałka · 79' Wołąkiewicz |                                                                     |

### 5. kolejka (21 września – 24 września)
| 21 września 2012 18:00 | Korona Kielce · Żewłakow 19' · Korzym 55'                                           | 2:1(1:0)Raport | Podbeskidzie Bielsko-Biała · 67' Chmiel           | Stadion Miejski, Kielce Widzów: 6143 Sędzia: Bartosz Frankowski (Toruń) |
|                        | kartki: · Golański 8' · Lenartowski 23' · Lisowski 26' · Jovanović 73' · Kuzera 90' |                | kartki: · 44' Łatka · 78' Chmiel · 88' Malinowski |                                                                         |

| 21 września 2012 20:30 | Legia Warszawa · Ljuboja 33' (k) | 1:1(1:1)Raport | Polonia Warszawa · 29' Dvalishvili                                 | Pepsi Arena, Warszawa Widzów: 26 531 Sędzia: Szymon Marciniak (Płock) |
|                        |                                  |                | kartki: · 30' Dvalishvili · 44' Pazio · 46' Isidoro · 76' Kokoszka |                                                                       |

| 22 września 2012 13:30 | Jagiellonia Białystok                   | 0:2(0:1)Raport | Piast Gliwice · 41' Podgórski · 56' Zganiacz        | Stadion Miejski, Białystok Widzów: 3054 Sędzia: Daniel Stefański (Bydgoszcz) |
|                        | kartki: · Tymiński 21' · Smolarek 90+4' |                | kartki: · 25' Klepczyński · 53' Ižvolt · 88' Cicman |                                                                              |

| 22 września 2012 15:45 | Ruch Chorzów · Piech 51' · Smektała 73' | 2:1(0:1)Raport | Zagłębie Lubin · 31' Pawłowski          | Stadion Ruchu, Chorzów Widzów: 3500 Sędzia: Paweł Pskit (Łódź) |
|                        | kartki: · Lewczuk 26' · Starzyński 48'  |                | kartki: · 57' Rakowski · 75' Nhamoinesu |                                                                |

| 22 września 2012 18:00 | Wisła Kraków · Genkov 16'                                | 1:0(1:0)Raport | Lechia Gdańsk         | Stadion Miejski, Kraków Widzów: 16 935 Sędzia: Jarosław Rynkiewicz (Zielona Góra) |
|                        | kartki: · Burliga 34', 90+3' · Melikson 45' · Bunoza 53' |                | kartki: · 45' Bieniuk |                                                                                   |

| 23 września 2012 14:30 | Śląsk Wrocław · Jodłowiec 47' · Gikiewicz 71' | 2:1(0:1)Raport | GKS Bełchatów · 44' Wróbel | Stadion Miejski, Wrocław Widzów: 12 761 Sędzia: Tomasz Musiał (Kraków) |
|                        | kartki: · Elsner 55'                          |                | kartki: · 88' Wróbel       |                                                                        |

| 23 września 2012 17:00 | Lech Poznań · Ślusarski 6'          | 1:1(1:1)Raport | Pogoń Szczecin · 10' Djoussé | Stadion Miejski, Poznań Widzów: 28 112 Sędzia: Hubert Siejewicz (Białystok) |
|                        | kartki: · Ślusarski 45' · Tonev 61' |                | kartki: · 61', 69' Andradina |                                                                             |

| 24 września 2012 18:30 | Widzew Łódź · Stępiński 62'                             | 1:1(0:1)Raport | Górnik Zabrze · 33' Shevelyukhin | Stadion Widzewa, Łódź Widzów: 5950 Sędzia: Paweł Raczkowski (Warszawa) |
|                        | kartki: · Bartoszewicz 60' · Bartkowski 66' · Abbès 71' |                | kartki: · 75' Gancarczyk         |                                                                        |

### 6. kolejka (28 września – 1 października)
| 28 września 2012 18:00 | Podbeskidzie Bielsko-Biała · Demjan 15'           | 1:2(1:0)Raport | Ruch Chorzów · 68' Jankowski · 84' Piech | Stadion Miejski, Bielsko-Biała Widzów: 2721 Sędzia: Marcin Borski (Warszawa) |
|                        | kartki: · Sokołowski 24' · Chmiel 46' · Koman 50' |                |                                          |                                                                              |

| 28 września 2012 20:30 | Polonia Warszawa · Teodorczyk 23' · Wszołek 72' · Gołębiewski 83' | 3:1(1:0)Raport | Widzew Łódź · 74' (k) Broź  | Stadion Polonii, Warszawa Widzów: 5521 Sędzia: Tomasz Musiał (Kraków) |
|                        | kartki: · Kokoszka 74' · Brzyski 90+3'                            |                | kartki: · 23', 90+2' Phibel |                                                                       |

| 29 września 2012 13:30 | GKS Bełchatów · Wróbel 32'                                                  | 1:1(1:0)Raport | Korona Kielce · 78' (k) Sobolewski                        | Stadion GKS-u, Bełchatów Widzów: 1600 Sędzia: Tomasz Garbowski (Kluczbork) |
|                        | kartki: · Baran 11' · Stachowiak 14' · Wroński 49' · Stulin 74' · Lacić 90' |                | kartki: · 45' 80' Golański · 87' Lisowski · 89' Kijanskas |                                                                            |

| 29 września 2012 15:45 | Pogoń Szczecin · Akahoshi 56'              | 1:1(0:0)Raport | Jagiellonia Białystok · 88' Dzalamidze           | Stadion Miejski, Szczecin Widzów: 7538 Sędzia: Krzysztof Jakubik (Siedlce) |
|                        | kartki: · Pietruszka 78' · Kolendowicz 82' |                | kartki: · 21' Ukah · 61' Bandrowski · 70' Pazdan |                                                                            |

| 29 września 2012 18:00 | Zagłębie Lubin · Papadopulos 35' · Jež 56' | 2:2(1:1)Raport | Legia Warszawa · 44', 76' Saganowski   | Stadion Zagłębia, Lubin Widzów: 9516 Sędzia: Daniel Stefański (Bydgoszcz) |
|                        | kartki: · Małkowski 61'                    |                | kartki: · 36' Łukasik · 88' Kucharczyk |                                                                           |

| 30 września 2012 14:30 | Górnik Zabrze · Kwiek 37' · Nakoulma 48', 66' · Milik 75' | 4:1(1:1)Raport | Śląsk Wrocław · 13' Ćwielong       | Stadion Górnika, Zabrze Widzów: 3000 Sędzia: Szymon Marciniak (Płock) |
|                        | kartki: · Bemben 74'                                      |                | kartki: · 58' Pawelec · 89' Elsner |                                                                       |

| 30 września 2012 17:00 | Lechia Gdańsk · Wiśniewski 33' · Traoré 89'                           | 2:0(1:0)Raport | Lech Poznań                                          | PGE Arena Gdańsk, Gdańsk Widzów: 17 362 Sędzia: Paweł Gil (Lublin) |
|                        | kartki: · Wiśniewski 15' · Ricardinho 28' · Kaniecki 87' · Brożek 90' |                | kartki: · 28' Henríquez · 56' Możdżeń · 74' Murawski |                                                                    |

| 1 października 2012 18:30 | Piast Gliwice · Podgórski 44' · Kędziora 72' | 2:0(1:0)Raport | Wisła Kraków                        | Stadion Miejski, Gliwice Widzów: 6521 Sędzia: Paweł Raczkowski (Warszawa) |
|                           | kartki: · Lazdiņš 56'                        |                | kartki: · 43' Czekaj · 90' Sikorski |                                                                           |

### 7. kolejka (5 października – 8 października)
| 5 października 2012 18:00 | Ruch Chorzów · Piech 62' · Jankowski 88' | 2:1(0:0)Raport | GKS Bełchatów · 72' Buzała | Stadion Ruchu, Chorzów Widzów: 4162 Sędzia: Tomasz Musiał (Kraków) |
|                           | kartki: · Kikut 78'                      |                | kartki: · 40' Wróbel       |                                                                    |

| 5 października 2012 20:45 | Legia Warszawa · Kosecki 16', 25'                        | 2:1(2:1)Raport | Wisła Kraków · 13' Garguła           | Pepsi Arena, Warszawa Widzów: 16 411 Sędzia: Daniel Stefański (Bydgoszcz) |
|                           | kartki: · Rzeźniczak 12' · Salinas 52' · Jędrzejczyk 72' |                | kartki: · 18', 74' Wilk · 82' Genkov |                                                                           |

| 6 października 2012 13:30 | Korona Kielce · Korzym 32' | 1:0(1:0)Raport | Zagłębie Lubin                                                      | Stadion Miejski, Kielce Widzów: 6102 Sędzia: Paweł Raczkowski (Warszawa) |
|                           | kartki: · Staňo 67'        |                | kartki: · 74' Bílek · 76' Nhamoinesu · 80' Małkowski · 86' Rakowski |                                                                          |

| 6 października 2012 15:45 | Podbeskidzie Bielsko-Biała · Chmiel 88' | 1:3(0:1)Raport | Górnik Zabrze · 33', 50' Milik · 59' Nakoulma | Stadion Miejski, Bielsko-Biała Widzów: 2850 Sędzia: Bartosz Frankowski (Toruń) |
|                           |                                         |                | kartki: · 90' Nakoulma                        |                                                                                |

| 6 października 2012 18:00 | Lech Poznań · Ceesay 50' · Ślusarski 75' · Tonev 78' · Wolski 86' | 4:0(0:0)Raport | Piast Gliwice          | Stadion Miejski, Poznań Widzów: 15 923 Sędzia: Paweł Pskit (Łódź) |
|                           | kartki: · Wołąkiewicz 39' · Trałka 58' · Ceesay 64'               |                | kartki: · 13' Zganiacz |                                                                   |

| 7 października 2012 14:30 | Widzew Łódź · Kaczmarek 66'                    | 1:3(0:0)Raport | Pogoń Szczecin · 54' Frączczak · 61' Kolendowicz · 78' Dąbrowski                 | Stadion Widzewa, Łódź Widzów: 4500 Sędzia: Paweł Gil (Lublin) |
|                           | kartki: · Banasiak 61', 68' · Bartoszewicz 84' |                | kartki: · 25' Pietruszka · 34' Rogalski · 58' Hernâni · 74' Golla · 90+4' Hricko |                                                               |

| 7 października 2012 17:00 | Śląsk Wrocław · Gikiewicz 8' · Sobota 51' | 2:1(0:0)Raport | Polonia Warszawa · 5' Wszołek | Stadion Miejski, Wrocław Widzów: 14 012 Sędzia: Szymon Marciniak (Płock) |
|                           | kartki: · Socha 45+2' · Grodzicki 54'     |                | kartki: · 35' Kokoszka        |                                                                          |

| 8 października 2012 18:30 | Jagiellonia Białystok | 0:2(0:1)Raport | Lechia Gdańsk · 8' Machaj · 83' Ricardinho | Stadion Miejski, Białystok Widzów: 3013 Sędzia: Marcin Borski (Warszawa) |
|                           |                       |                | kartki: · 35' Madera · 63' Brożek          |                                                                          |

### 8. kolejka (19 października – 22 października)
| 19 października 2012 18:00 | Górnik Zabrze · Milik 40' · Nakoulma 44'          | 2:0(2:0)Raport | Korona Kielce                      | Stadion Górnika, Zabrze Widzów: 3000 Sędzia: Jarosław Rynkiewicz (Zielona Góra) |
|                            | kartki: · Bemben 36' · Gancarczyk 76' · Kwiek 81' |                | kartki: · 26' Lech · 88' Kijanskas |                                                                                 |

| 19 października 2012 20:45 | Zagłębie Lubin | 0:1(0:1)Raport | Lech Poznań · 5' Ubiparip                               | Stadion Zagłębia, Lubin Widzów: 10 512 Sędzia: Paweł Raczkowski (Warszawa) |
|                            |                |                | kartki: · 50', 72' Ceesay · 52' Trałka · 90+3' Arboleda |                                                                            |

| 20 października 2012 13:30 | GKS Bełchatów · Buzała 9' · Wacławczyk 43'          | 2:1(2:0)Raport | Podbeskidzie Bielsko-Biała · 65' Adamek                                        | Stadion GKS-u, Bełchatów Widzów: 1628 Sędzia: Daniel Stefański (Bydgoszcz) |
|                            | kartki: · Baran 30' · Kosowski 55' · Stachowiak 90' |                | kartki: · 13' Náther · 19' Reiman · 60' Szczęsny · 68' Sokołowski · 78' Chmiel |                                                                            |

| 20 października 2012 15:45 | Piast Gliwice · Kędziora 74' | 1:2(0:1)Raport | Widzew Łódź · 39' Kaczmarek · 90+1' (k) Broź | Stadion Miejski, Gliwice Widzów: 6837 Sędzia: Szymon Marciniak (Płock) |
|                            | kartki: · Krzycki 11'        |                | kartki: · 90+4' Kaczmarek                    |                                                                        |

| 20 października 2012 18:00 | Wisła Kraków                                                   | 0:0(0:0)Raport | Jagiellonia Białystok                            | Stadion Miejski, Kraków Widzów: 18 421 Sędzia: Marcin Borski (Warszawa) |
|                            | kartki: · Czekaj 33' · Głowacki 44' · Jaliens 58' · Bunoza 73' |                | kartki: · 40' Tymiński · 58' Modelski · 82' Ukah |                                                                         |

| 21 października 2012 14:30 | Lechia Gdańsk · Traoré 45' (k), 50' | 2:3(1:0)Raport | Śląsk Wrocław · 62', 71' Mila · 72' Elsner | PGE Arena Gdańsk, Gdańsk Widzów: 19 415 Sędzia: Tomasz Musiał (Kraków) |
|                            |                                     |                | kartki: · 90+3' Mila                       |                                                                        |

| 21 października 2012 17:00 | Polonia Warszawa · Dvalishvili 19' · Brzyski 36' | 2:1(2:1)Raport | Ruch Chorzów · 11' Piech             | Stadion Polonii, Warszawa Widzów: 5162 Sędzia: Paweł Gil (Lublin) |
|                            |                                                  |                | kartki: · 55' Kikut · 58' Niedzielan |                                                                   |

| 22 października 2012 18:30 | Pogoń Szczecin                                                            | 0:3(0:2)Raport | Legia Warszawa · 16', 86' Ljuboja · 21' Kosecki | Stadion Miejski, Szczecin Widzów: 14 914 Sędzia: Sebastian Jarzębak (Bytom) |
|                            | kartki: · Golla 4' · Dąbrowski 25', 58' · Hernâni 28', 77' · Rogalski 46' |                | kartki: · 23' Wawrzyniak · 34' Astiz            |                                                                             |

### 9. kolejka (26 października – 29 października)
| 26 października 2012 18:00 | Podbeskidzie Bielsko-Biała · Kohen 60' · Pawela 87' | 2:3(0:1)Raport | Lechia Gdańsk · 7' Rasiak · 82' Ricardinho · 90+4' (k) Traoré | Stadion Miejski, Bielsko-Biała Widzów: 2920 Sędzia: Adam Lyczmański (Białystok) |
|                            | kartki: · Cienciała 72'                             |                | kartki: · 45' Surma                                           |                                                                                 |

| 26 października 2012 20:45 | Widzew Łódź · Ben Dhifallah 28'                                                                   | 1:2(1:2)Raport | Wisła Kraków · 1', 13' Boguski                                           | Stadion Widzewa, Łódź Widzów: 4500 Sędzia: Tomasz Wajda (Żywiec) |
|                            | kartki: · Ben Dhifallah 29', 75' · Kaczmarek 30' · Okachi 48' · Bartkowski 53' · Bartoszewicz 90' |                | kartki: · 9' Bunoza · 73' Wilk · 90' Chrapek · 90' Czekaj · 90+3' Genkov |                                                                  |

| 27 października 2012 13:45 | Korona Kielce · Lenartowski 51' · Korzym 77' | 2:1(0:1)Raport | Pogoń Szczecin · 43' Noll              | Stadion Miejski, Kielce Widzów: 5468 Sędzia: Marcin Borski (Warszawa) |
|                            | kartki: · Székely 38' · Jovanović 72'        |                | kartki: · 35' Dąbrowski · 59' Rogalski |                                                                       |

| 27 października 2012 15:55 | GKS Bełchatów | 0:5(0:3)Raport | Polonia Warszawa · 15' Wszołek · 19' Brzyski · 27' Teodorczyk · 80' Dvalishvili · 90+6' Gołębiewski | Stadion GKS-u, Bełchatów Widzów: 1400 Sędzia: Tomasz Musiał (Kraków) |
|                            |               |                | |                                                                      |

| 27 października 2012 18:00 | Lech Poznań                          | 0:2(0:1)Raport | Jagiellonia Białystok · 4' Pazdan · 70' Norambuena  | Stadion Miejski, Poznań Widzów: 21 487 Sędzia: Daniel Stefański (Bydgoszcz) |
|                            | kartki: · Arboleda 2' · Murawski 50' |                | kartki: · 32' Grzyb · 61' Frankowski · 78' Tymiński |                                                                             |

| 28 października 2012 14:30 | Śląsk Wrocław                  | 0:2(0:1)Raport | Zagłębie Lubin · 31' Papadopulos · 87' Pawłowski    | Stadion Miejski, Wrocław Widzów: 20 125 Sędzia: Paweł Raczkowski (Warszawa) |
|                            | kartki: · Socha 79' · Mráz 90' |                | kartki: · 18' Małkowski · 45' Woźniak · 84' Vidanov |                                                                             |

| 28 października 2012 17:00 | Legia Warszawa · Ljuboja 44', 83' · Jędrzejczyk 81'  | 3:2(1:2)Raport | Piast Gliwice · 28' Cuerda · 30' Kędziora | Pepsi Arena, Warszawa Widzów: 10 068 Sędzia: Paweł Gil (Lublin) |
|                            | kartki: · Radović 52' · Jędrzejczyk 65' · Kuciak 75' |                | kartki: · 20' Sidqy · 90+1' Zganiacz      |                                                                 |

| 29 października 2012 18:30 | Ruch Chorzów             | 0:0(0:0)Raport | Górnik Zabrze                      | Stadion Ruchu, Chorzów Widzów: 7600 Sędzia: Szymon Marciniak (Płock) |
|                            | kartki: · Malinowski 78' |                | kartki: · 45' Nakoulma · 59' Kwiek |                                                                      |

### 10. kolejka (2 listopada – 5 listopada)
| 2 listopada 2012 18:00 | Górnik Zabrze · Przybylski 12' · Kwiek 56' | 2:0(1:0)Raport | GKS Bełchatów             | Stadion Górnika, Zabrze Widzów: 3000 Sędzia: Marcin Borski (Warszawa) |
|                        | kartki: · Mączyński 51'                    |                | kartki: · 22', 30' Wilusz |                                                                       |

| 2 listopada 2012 20:45 | Wisła Kraków                                      | 0:1(0:1)Raport | Lech Poznań · 36' Drewniak                      | Stadion Miejski, Kraków Widzów: 17 664 Sędzia: Szymon Marciniak (Płock) |
|                        | kartki: · Głowacki 18' · Czekaj 78' · Jaliens 80' |                | kartki: · 29' Trałka · 32' Drewniak · 40' Tonev |                                                                         |

| 3 listopada 2012 13:30 | Piast Gliwice · Ižvolt 19'             | 1:3(1:0)Raport | Ruch Chorzów · 47', 83' Kuświk · 58' Šultes | Stadion Miejski, Gliwice Widzów: 5116 Sędzia: Tomasz Musiał (Kraków) |
|                        | kartki: · Ižvolt 20' · Cuerda 25', 30' |                | kartki: · 36' Szyndrowski · 53' Lewczuk     |                                                                      |

| 3 listopada 2012 15:45 | Zagłębie Lubin · Papadopulos 73' | 1:2(0:1)Raport | Podbeskidzie Bielsko-Biała · 16' Chmiel · 90' Kohen | Stadion Zagłębia, Lubin Widzów: 6349 Sędzia: Krzysztof Jakubik (Siedlce) |
|                        | kartki: · Jež 44'                |                | kartki: · 50' Łatka · 63' Piter-Bučko               |                                                                          |

| 3 listopada 2012 18:00 | Jagiellonia Białystok · Dzalamidze 14', 15' | 2:2(2:0)Raport | Widzew Łódź · 71' Rybicki · 90+1' Stępiński | Stadion Miejski, Białystok Widzów: 3118 Sędzia: Paweł Raczkowski (Warszawa) |
|                        | kartki: · Pazdan 68', 90' · Norambuena 76'  |                | kartki: · 80' Bartoszewicz · 84' Duda       |                                                                             |

| 4 listopada 2012 14:30 | Lechia Gdańsk · Traoré 69'             | 1:2(0:1)Raport | Legia Warszawa · 36' Radović · 73' Ljuboja | PGE Arena Gdańsk, Gdańsk Widzów: 17 956 Sędzia: Daniel Stefański (Bydgoszcz) |
|                        | kartki: · Janicki 20' · Kacprzycki 70' |                | kartki: · 24' Rzeźniczak · 86' Jędrzejczyk |                                                                              |

| 4 listopada 2012 17:00 | Polonia Warszawa · Teodorczyk 62', 88'                              | 2:0(0:0)Raport | Korona Kielce                          | Stadion Polonii, Warszawa Widzów: 4480 Sędzia: Hubert Siejewicz (Białystok) |
|                        | kartki: · Todorovski 34' · Pazio 75' · Teodorczyk 85' · Brzyski 90' |                | kartki: · 78' Zieliński · 90' Lisowski |                                                                             |

| 5 listopada 2012 18:30 | Pogoń Szczecin      | 0:3(0:0)Raport | Śląsk Wrocław · 65' Elsner · 68' Jodłowiec · 90' Mila | Stadion Miejski, Szczecin Widzów: 4830 Sędzia: Dawid Piasecki (Słupsk) |
|                        | kartki: · Bonin 36' |                | kartki: · 59' Sobota · 84' Kaźmierczak                |                                                                        |

### 11. kolejka (9 listopada – 12 listopada)
| 9 listopada 2012 18:00 | Ruch Chorzów        | 0:1(0:0)Raport | Lechia Gdańsk · 86' Łazaj | Stadion Ruchu, Chorzów Widzów: 3600 Sędzia: Tomasz Musiał (Kraków) |
|                        | kartki: · Panka 22' |                |                           |                                                                    |

| 9 listopada 2012 20:45 | Widzew Łódź                        | 0:1(0:0)Raport | Lech Poznań · 80' Murawski                  | Stadion Widzewa, Łódź Widzów: 4400 Sędzia: Marcin Borski (Warszawa) |
|                        | kartki: · Duda 63' · Kaczmarek 88' |                | kartki: · 89' Bereszyński · 90+3' Henríquez |                                                                     |

| 10 listopada 2012 13:30 | Podbeskidzie Bielsko-Biała       | 0:1(0:0)Raport | Polonia Warszawa · 66' Piątek           | Stadion Miejski, Bielsko-Biała Widzów: 2980 Sędzia: Bartosz Frankowski (Toruń) |
|                         | kartki: · Byrtek 34' · Jeleń 82' |                | kartki: · 38' Dvalishvili · 80' Wszołek |                                                                                |

| 10 listopada 2012 15:45 | Śląsk Wrocław · Mila 29'                                      | 1:3(1:2)Raport | Piast Gliwice · 40' (k) Kędziora · 44' Fernández · 77' Zbozień | Stadion Miejski, Wrocław Widzów: 13 800 Sędzia: Hubert Siejewicz (Białystok) |
|                         | kartki: · Kowalczyk 21' · Sobota 39' · Pawelec 52' · Díaz 88' |                | kartki: · 12' Lazdiņš · 90' Klepczyński                        |                                                                              |

| 11 listopada 2012 18:00 | Legia Warszawa · Rzeźniczak 53'                                                                    | 1:2(0:1)Raport | Jagiellonia Białystok · 36' Plizga · 76' Frankowski | Pepsi Arena, Warszawa Widzów: 10 517 Sędzia: Paweł Pskit (Łódź) |
|                         | kartki: · Kosecki 38' · Kucharczyk 45' · Łukasik 64' · Radović 66' · Jędrzejczyk 74' · Astiz 90+5' |                | kartki: · 38' Ukah · 86' Dzalamidze · 90+2' Słowik  |                                                                 |

| 11 listopada 2012 14:30 | Górnik Zabrze | 0:2(0:1)Raport | Zagłębie Lubin · 23', 73' Pawłowski | Stadion Górnika, Zabrze Widzów: 3000 Sędzia: Adam Lyczmański (Bydgoszcz) |
|                         |               |                | kartki: · 90' Hanzel                |                                                                          |

| 11 listopada 2012 17:00 | Korona Kielce · Korzym 90+3'                                             | 1:1(0:1)Raport | Wisła Kraków · 26' Genkov                                | Stadion Miejski, Kielce Widzów: 8643 Sędzia: Sebastian Jarzębak (Bytom) |
|                         | kartki: · Janota 27' · Jovanović 75', 83' · Malarczyk 89' · Korzym 90+4' |                | kartki: · 73' Frederiksen · 80' Wilk · 85', 90' Szewczyk |                                                                         |

| 12 listopada 2012 18:30 | GKS Bełchatów                      | 0:1(0:1)Raport | Pogoń Szczecin · 28' Rogalski | Stadion GKS-u, Bełchatów Widzów: 1450 Sędzia: Szymon Marciniak (Płock) |
|                         | kartki: · Božok 39' · González 78' |                | kartki: · 63' Akahoshi        |                                                                        |

### 12. kolejka (16 listopada – 19 listopada)
| 16 listopada 2012 18:00 | Zagłębie Lubin · Hanzel 89' | 1:0(0:0)Raport | GKS Bełchatów          | Stadion Zagłębia, Lubin Widzów: 5519 Sędzia: Tomasz Musiał (Kraków) |
|                         | kartki: · Bílek 83'         |                | kartki: · 79' Szmatiuk |                                                                     |

| 16 listopada 2012 20:45 | Lechia Gdańsk · Traoré 45+4' (k) · Ricardinho 74' | 2:0(1:0)Raport | Widzew Łódź                                   | PGE Arena Gdańsk, Gdańsk Widzów: 10 264 Sędzia: Robert Małek (Zabrze) |
|                         | kartki: · Ricardinho 53'                          |                | kartki: · 48' Aléx · 50' Abbès · 67' Banasiak |                                                                       |

| 17 listopada 2012 13:30 | Piast Gliwice · Fernández 81' | 1:0(0:0)Raport | Podbeskidzie Bielsko-Biała           | Stadion Miejski, Gliwice Widzów: 4250 Sędzia: Tomasz Garbowski (Kluczbork) |
|                         | kartki: · Zganiacz 16'        |                | kartki: · 12' Sokołowski · 36' Łatka |                                                                            |

| 17 listopada 2012 15:45 | Jagiellonia Białystok | 0:0(0:0)Raport | Korona Kielce                          | Stadion Miejski, Białystok Widzów: 4127 Sędzia: Krzysztof Jakubik (Siedlce) |
|                         |                       |                | kartki: · 74' Sierpina · 77' Małkowski |                                                                             |

| 17 listopada 2012 19:35 | Polonia Warszawa · Dvalishvili 56' | 1:1(0:0)Raport | Górnik Zabrze · 52' (sam.) Kokoszka | Stadion Polonii, Warszawa Widzów: 6097 Sędzia: Daniel Stefański (Bydgoszcz) |
|                         |                                    |                |                                     |                                                                             |

| 18 listopada 2012 14:30 | Lech Poznań · Ślusarski 74'                          | 1:3(0:3)Raport | Legia Warszawa · 10' Kosecki · 14' Wawrzyniak · 32' Radović | Stadion Miejski, Poznań Widzów: 40 632 Sędzia: Hubert Siejewicz (Białystok) |
|                         | kartki: · Trałka 40' · Wołąkiewicz 67' · Linetty 76' |                | kartki: · 27' Rzeźniczak · 90+2' Furman                     |                                                                             |

| 18 listopada 2012 17:00 | Wisła Kraków · Iliev 90+3'                            | 1:0(0:0)Raport | Śląsk Wrocław        | Stadion Miejski, Kraków Widzów: 12 849 Sędzia: Paweł Gil (Lublin) |
|                         | kartki: · Bunoza 35' · Sobolewski 56' · Jovanović 82' |                | kartki: · 86' Spahić |                                                                   |

| 19 listopada 2012 18:30 | Pogoń Szczecin · Frączczak 23' | 1:0(1:0)Raport | Ruch Chorzów | Stadion Miejski, Szczecin Widzów: 4355 Sędzia: Paweł Raczkowski (Warszawa) |
|                         | kartki: · Dąbrowski 84'        |                |              |                                                                            |

### 13. kolejka (23 listopada – 26 listopada)
| 23 listopada 2012 18:00 | Korona Kielce · Székely 2' · Staňo 48' · Lenartowski 58' · Jovanović 76' | 4:0(1:0)Raport | Piast Gliwice                                                        | Stadion Miejski, Kielce Widzów: 6346 Sędzia: Jarosław Rynkiewicz (Zielona Góra) |
|                         | kartki: · Kijanskas 30' · Lisowski 53'                                   |                | kartki: · 28' Cuerda · 32' Fernández · 45' Lazdiņš · 60' Klepczyński |                                                                                 |

| 23 listopada 2012 20:45 | Legia Warszawa · Kosecki 47'                         | 1:0(0:0)Raport | Widzew Łódź                                | Pepsi Arena, Warszawa Widzów: 12 356 Sędzia: Paweł Gil (Lublin) |
|                         | kartki: · Żyro 21' · Wawrzyniak 40' · Rzeźniczak 80' |                | kartki: · 13' Kaczmarek · 84' Bartoszewicz |                                                                 |

| 24 listopada 2012 13:30 | GKS Bełchatów · Madej 47'                    | 1:1(0:0)Raport | Lechia Gdańsk · 58' (k) Ricardinho      | Stadion GKS-u, Bełchatów Widzów: 1800 Sędzia: Paweł Raczkowski (Warszawa) |
|                         | kartki: · Baran 38' · Božok 62' · Wróbel 65' |                | kartki: · 82' Pietrowski · 86' Oualembo |                                                                           |

| 24 listopada 2012 15:45 | Polonia Warszawa                     | 0:1(0:0)Raport | Zagłębie Lubin · 62' Papadopulos                    | Stadion Polonii, Warszawa Widzów: 4100 Sędzia: Sebastian Jarzębak (Bytom) |
|                         | kartki: · Čotra 46' · Todorovski 88' |                | kartki: · 8' Hanzel · 88' Papadopulos · 90+3' Gliwa |                                                                           |

| 24 listopada 2012 18:00 | Górnik Zabrze                                      | 0:0(0:0)Raport | Pogoń Szczecin                                                        | Stadion Górnika, Zabrze Widzów: 3000 Sędzia: Hubert Siejewicz (Białystok) |
|                         | kartki: · Mączyński 63' · Kwiek 77' · Bemben 90+3' |                | kartki: · 39' Dąbrowski · 54' Frączczak · 56' Pietruszka · 90+5' Noll |                                                                           |

| 25 listopada 2012 14:30 | Śląsk Wrocław · Díaz 10' (k) · Kaźmierczak 37' · Ćwielong 58' | 3:3(2:0)Raport | Jagiellonia Białystok · 71' (k) Kupisz · 73' Plizga · 78' Smolarek | Stadion Miejski, Wrocław Widzów: 11 522 Sędzia: Szymon Marciniak (Płock) |
|                         | kartki: · Pawelec 39' · Spahić 70' · Elsner 83'               |                | kartki: · 9', 52' Ukah · 49', 80' Modelski · 73' Plizga            |                                                                          |

| 25 listopada 2012 17:00 | Ruch Chorzów · Niedzielan 90+3'                                                   | 1:2(0:0)Raport | Wisła Kraków · 73', 90' Garguła                                 | Stadion Ruchu, Chorzów Widzów: 3574 Sędzia: Dawid Piasecki (Słupsk) |
|                         | kartki: · Malinowski 23' · Szyndrowski 38' · Lewczuk 47' · Kuświk 84' · Piech 84' |                | kartki: · 28' Chávez · 36' Jaliens · 48' Chrapek · 85' Sikorski |                                                                     |

| 26 listopada 2012 18:30 | Podbeskidzie Bielsko-Biała · Demjan 34' · Adamek 85' | 2:3(1:1)Raport | Lech Poznań · 23', 68' Ślusarski · 77' Bereszyński | Stadion Miejski, Bielsko-Biała Widzów: 3051 Sędzia: Daniel Stefański (Bydgoszcz) |
|                         | kartki: · Byrtek 5' · Pietrasiak 45+1' · Chmiel 56'  |                | kartki: · 85' Możdżeń                              |                                                                                  |

### 14. kolejka (30 listopada – 3 grudnia)
| 30 listopada 2012 18:00 | Jagiellonia Białystok · Frankowski 46' · Dzalamidze 68' | 2:2(0:2)Raport | GKS Bełchatów · 22' Wróbel · 44' Wacławczyk                  | Stadion Miejski, Białystok Widzów: 3678 Sędzia: Bartosz Frankowski (Toruń) |
|                         | kartki: · Plizga 20' · Norambuena 32' · Ukah 38'        |                | kartki: · 10' Witasik · 32' Wróbel · 75' Božok · 83' Wroński |                                                                            |

| 30 listopada 2012 20:45 | Lech Poznań                            | 0:3(0:1)Raport | Śląsk Wrocław · 21' Díaz · 55' Sobota · 57' Ćwielong | Stadion Miejski, Poznań Widzów: 18 794 Sędzia: Paweł Gil (Lublin) |
|                         | kartki: · Đurđević 78' · Możdżeń 90+5' |                | kartki: · 75' Ćwielong · 90+5' Mila                  |                                                                   |

| 1 grudnia 2012 13:30 | Pogoń Szczecin · Frączczak 39' · Budka 70' | 2:0(1:0)Raport | Podbeskidzie Bielsko-Biała                      | Stadion Miejski, Szczecin Widzów: 4815 Sędzia: Paweł Raczkowski (Warszawa) |
|                      | kartki: · Dąbrowski 77'                    |                | kartki: · 44' Cienciała · 54' Łatka · 54' Kohen |                                                                            |

| 1 grudnia 2012 15:45 | Widzew Łódź · Stępiński 39'                      | 1:0(1:0)Raport | Korona Kielce                   | Stadion Widzewa, Łódź Widzów: 3600 Sędzia: Adam Lyczmański (Bydgoszcz) |
|                      | kartki: · Dudek 45' · Bartkowski 51' · Abbès 84' |                | kartki: · 90+4', 90+5' Golański |                                                                        |

| 1 grudnia 2012 18:00 | Wisła Kraków · Chávez 60'           | 1:3(0:1)Raport | Górnik Zabrze · 8' Danch · 50' Mączyński · 63' Milik           | Stadion Miejski, Kraków Widzów: 7311 Sędzia: Szymon Marciniak (Płock) |
|                      | kartki: · Jaliens 45' · Burliga 64' |                | kartki: · 43' Iwan · 46' Przybylski · 50' Nakoulma · 81' Milik |                                                                       |

| 2 grudnia 2012 14:30 | Lechia Gdańsk · Traoré 26' (k) · Deleu 52' | 2:2(1:1)Raport | Zagłębie Lubin · 23' Pawłowski · 83' Nhamoinesu     | PGE Arena Gdańsk, Gdańsk Widzów: 12 021 Sędzia: Hubert Siejewicz (Białystok) |
|                      | kartki: · Wiśniewski 65' · Bieniuk 78'     |                | kartki: · 59' Papadopulos · 79' Lira · 90+3' Šernas |                                                                              |

| 2 grudnia 2012 17:00 | Legia Warszawa · Kosecki 29', 64' · Ljuboja 73' | 3:0(1:0)Raport | Ruch Chorzów                                                                             | Pepsi Arena, Warszawa Widzów: 11 751 Sędzia: Tomasz Musiał (Kraków) |
|                      | kartki: · Astiz 39', 62'                        |                | kartki: · 15' Panka · 25' Szyndrowski · 57' Starzyński · 61', 62' Đokić · 90' Malinowski |                                                                     |

| 3 grudnia 2012 18:30 | Piast Gliwice · Fernández 88'                 | 1:1(0:0)Raport | Polonia Warszawa · 47' Dvalishvili                                     | Stadion Miejski, Gliwice Widzów: 4393 Sędzia: Paweł Pskit (Łódź) |
|                      | kartki: · Polák 49' · Ižvolt 53' · Oleksy 78' |                | kartki: · 33' Pazio · 62' 90+1' Kokoszka · 76' Todorovski · 86' Hołota |                                                                  |

### 15. kolejka (7 grudnia – 10 grudnia)
| 7 grudnia 2012 18:00 | Ruch Chorzów · Grzyb 16' (sam.) | 1:1(1:0)Raport | Jagiellonia Białystok · 68' Smolarek       | Stadion Ruchu, Chorzów Widzów: 3500 Sędzia: Jarosław Rynkiewicz (Zielona Góra) |
|                      | kartki: · Lewczuk 7'            |                | kartki: · 48' Pazdan · 53', 75' Bandrowski |                                                                                |

| 7 grudnia 2012 20:45 | Śląsk Wrocław · Jodłowiec 56'     | 1:0(0:0)Raport | Legia Warszawa      | Stadion Miejski, Wrocław Widzów: 21 986 Sędzia: Daniel Stefański (Bydgoszcz) |
|                      | kartki: · Socha 10' · Pawelec 38' |                | kartki: · 42' Astiz |                                                                              |

| 8 grudnia 2012 13:30 | GKS Bełchatów · Buzała 20'                   | 1:3(1:1)Raport | Piast Gliwice · 39', 60' Podgórski · 50' Sikora | Stadion GKS-u, Bełchatów Widzów: 1200 Sędzia: Tomasz Musiał (Kraków) |
|                      | kartki: · Buzała 40' · Božok 62' · Baran 82' |                | kartki: · 32' Podgórski · 34' Matras            |                                                                      |

| 8 grudnia 2012 15:45 | Zagłębie Lubin · Papadopulos 9' · Pawłowski 14' · Jež 16' · Tunchev 53' | 4:1(3:0)Raport | Wisła Kraków · 90+2' (k) Garguła | Stadion Zagłębia, Lubin Widzów: 6849 Sędzia: Sebastian Jarzębak (Bytom) |
|                      | kartki: · Vidanov 90'                                                   |                |                                  |                                                                         |

| 8 grudnia 2012 18:00 | Górnik Zabrze · Zachara 14' · Łuczak 45+1' | 2:0(2:0)Raport | Lechia Gdańsk      | Stadion Górnika, Zabrze Widzów: 2542 Sędzia: Paweł Pskit (Łódź) |
|                      |                                            |                | kartki: · 73' Duda |                                                                 |

| 9 grudnia 2012 14:30 | Podbeskidzie Bielsko-Biała · Pawela 58' · Chmiel 61'             | 2:2(0:1)Raport | Widzew Łódź · 19' (k) Broź · 86' Nowak | Stadion Miejski, Bielsko-Biała Widzów: 2606 Sędzia: Krzysztof Jakubik (Siedlce) |
|                      | kartki: · Piter-Bučko 39' · Byrtek 70' · Demjan 76' · Dančík 90' |                | kartki: · 20' Kaczmarek                |                                                                                 |

| 9 grudnia 2012 17:00 | Korona Kielce                           | 0:1(0:0)Raport | Lech Poznań · 72' Ślusarski            | Stadion Miejski, Kielce Widzów: 6143 Sędzia: Szymon Marciniak (Płock) |
|                      | kartki: · Jovanović 39' · Malarczyk 63' |                | kartki: · 41' Murawski · 61' Henríquez |                                                                       |

| 10 grudnia 2012 18:30 | Polonia Warszawa · Dąbrowski 46' (sam.) · Dvalishvili 59' | 2:0(0:0)Raport | Pogoń Szczecin                                        | Stadion Polonii, Warszawa Widzów: 1500 Sędzia: Hubert Siejewicz (Białystok) |
|                       |                                                           |                | kartki: · 50' Akahoshi · 54' Dąbrowski · 77' Rogalski |                                                                             |

## Runda wiosenna (22 lutego – 2 czerwca)

### 16. kolejka (22 lutego – 25 lutego)
| 22 lutego 2013 18:00 | Zagłębie Lubin · Rymaniak 9' · Pawłowski 23' (k) · Papadopulos 81' | 3:0(2:0)Raport | Pogoń Szczecin                           | Stadion Zagłębia, Lubin Widzów: 6283 Sędzia: Krzysztof Jakubik (Siedlce) |
|                      | kartki: · Hanzel 69' · Banaś 79'                                   |                | kartki: · 70' Pietruszka · 77' Frączczak |                                                                          |

| 22 lutego 2013 20:45 | Polonia Warszawa · Przybecki 88' | 1:1(0:0)Raport | Lechia Gdańsk · 83' Wiśniewski        | Stadion Polonii, Warszawa Widzów: 2800 Sędzia: Sebastian Jarzębak (Bytom) |
|                      | kartki: · Lukša 44'              |                | kartki: · 40' Rahoui · 79' Wiśniewski |                                                                           |

| 23 lutego 2013 13:30 | Podbeskidzie Bielsko-Biała · Demjan 1', 82' · Telichowski 17' · Sokołowski 66' | 4:0(2:0)Raport | Jagiellonia Białystok                          | Stadion Miejski, Bielsko-Biała Widzów: 2052 Sędzia: Paweł Raczkowski (Warszawa) |
|                      | kartki: · Sloboda 86'                                                          |                | kartki: · 42' Plizga · 55' Kupisz · 68' Pazdan |                                                                                 |

| 23 lutego 2013 15:45 | Śląsk Wrocław · Wasiluk 16' · Sobota 80' | 2:1(1:1)Raport | Widzew Łódź · 11' Pawłowski | Stadion Miejski, Wrocław Widzów: 14 390 Sędzia: Marcin Borski (Warszawa) |
|                      | kartki: · Stevanovič 35' · Spahić 86'    |                | kartki: · 68' Dragojević    |                                                                          |

| 23 lutego 2013 18:00 | Korona Kielce · Korzym 30' · Lenartowski 47' · Kijanskas 73' | 3:2(1:1)Raport | Legia Warszawa · 21' Kosecki · 66' Astiz                             | Stadion Miejski, Kielce Widzów: 8127 Sędzia: Tomasz Musiał (Kraków) |
|                      | kartki: · Jovanović 16' · Korzym 50' · Kuzera 61'            |                | kartki: · 30' Wawrzyniak · 39' Kosecki · 45+2' Łukasik · 76' Radović |                                                                     |

| 24 lutego 2013 14:30 | GKS Bełchatów | 0:0(0:0)Raport | Wisła Kraków                                  | Stadion GKS-u, Bełchatów Widzów: 2000 Sędzia: Szymon Marciniak (Płock) |
|                      |               |                | kartki: · 34' Wilk · 50' Iliev · 79' Głowacki |                                                                        |

| 24 lutego 2013 17:00 | Ruch Chorzów                                                              | 0:4(0:2)Raport | Lech Poznań · 2' Ślusarski · 45' Kamiński · 60' (sam.) Baszczyński · 87' Hämäläinen | Stadion Ruchu, Chorzów Widzów: 8100 Sędzia: Hubert Siejewicz (Białystok) |
|                      | kartki: · Janoszka 19' · Konczkowski 44' · Baszczyński 44' · Tymiński 66' |                | kartki: · 46' Tonev · 50' Wołąkiewicz · 84' Teodorczyk                              |                                                                          |

| 25 lutego 2013 18:30 | Górnik Zabrze · Zahorski 4'               | 1:0(1:0)Raport | Piast Gliwice                                                     | Stadion Górnika, Zabrze Widzów: 3000 Sędzia: Paweł Pskit (Łódź) |
|                      | kartki: · Przybylski 88' · Gancarczyk 88' |                | kartki: · 20' Oleksy · 23' Sidqy · 64' Matras · 90+2' Klepczyński |                                                                 |

### 17. kolejka (1 marca – 4 marca)
| 1 marca 2013 18:00 | Lechia Gdańsk · Brożek 17' (k)                               | 1:1(1:0)Raport | Pogoń Szczecin · 90+5' (k) Andradina                                                           | PGE Arena Gdańsk, Gdańsk Widzów: 12 060 Sędzia: Tomasz Wajda (Żywiec) |
|                    | kartki: · Deleu 6' · Janicki 59' 90+4' · Wiśniewski 67', 72' |                | kartki: · 13' Janukiewicz · 26' Hernâni · 48' Noll · 69' Hricko · 75' Rogalski · 80' Frączczak |                                                                       |

| 1 marca 2013 20:45 | Lech Poznań | 0:1(0:1)Raport | Polonia Warszawa · 6' Piątek     | Stadion Miejski, Poznań Widzów: 15 879 Sędzia: Paweł Gil (Lublin) |
|                    |             |                | kartki: · 82' Piątek · 90' Pazio |                                                                   |

| 2 marca 2013 13:30 | Ruch Chorzów · Jankowski 17' · Zieńczuk 52' (k) · Panka 90'  | 3:0(1:0)Raport | Widzew Łódź                                 | Stadion Ruchu, Chorzów Widzów: 5995 Sędzia: Paweł Raczkowski (Warszawa) |
|                    | kartki: · Baszczyński 32' · Malinowski 39' · Konczkowski 64' |                | kartki: · 15' Bartoszewicz · 41' Dragojević |                                                                         |

| 2 marca 2013 15:45 | Piast Gliwice · Dočekal 57' | 1:1(0:0)Raport | Zagłębie Lubin · 90' Banaś | Stadion Miejski, Gliwice Widzów: 4388 Sędzia: Tomasz Musiał (Kraków) |
|                    | kartki: · Zbozień 77'       |                | kartki: · 35' Papadopulos  |                                                                      |

| 2 marca 2013 18:30 | Legia Warszawa        | 0:0(0:0)Raport | GKS Bełchatów                                                                | Pepsi Arena, Warszawa Widzów: 17 734 Sędzia: Hubert Siejewicz (Białystok) |
|                    | kartki: · Ljuboja 35' |                | kartki: · 37' Kosznik · 40' Wilusz · 69' Madej · 72' Sawala · 75' Wacławczyk |                                                                           |

| 3 marca 2013 14:30 | Korona Kielce · Korzym 66' | 1:1(0:0)Raport | Śląsk Wrocław · 82' Ćwielong | Stadion Miejski, Kielce Widzów: 8137 Sędzia: Szymon Marciniak (Płock) |
|                    |                            |                | kartki: · 50' Ćwielong       |                                                                       |

| 3 marca 2013 17:00 | Górnik Zabrze · Przybylski 81'                      | 1:2(0:2)Raport | Jagiellonia Białystok · 9' Quintana · 30' Dźwigała | Stadion Górnika, Zabrze Widzów: 3000 Sędzia: Bartosz Frankowski (Toruń) |
|                    | kartki: · Zahorski 21' · Danch 40' · Przybylski 56' |                | kartki: · 42' Hanzel · 90+5' Słowik                |                                                                         |

| 4 marca 2013 18:30 | Wisła Kraków                                                               | 0:0(0:0)Raport | Podbeskidzie Bielsko-Biała                       | Stadion Miejski, Kraków Widzów: 10 153 Sędzia: Marcin Borski (Warszawa) |
|                    | kartki: · Wilk 15' · Iliev 26' · Chávez 53' · Boguski 66' · Sobolewski 88' |                | kartki: · 69' Łatka · 83' Wodecki · 90' Ćetković |                                                                         |

### 18. kolejka (8 marca – 11 marca)
| 8 marca 2013 18:00 | Zagłębie Lubin · Papadopulos 12' · Godál 90+2' | 2:1(1:1)Raport | Jagiellonia Białystok · 39' Quintana | Stadion Zagłębia, Lubin Widzów: 5692 Sędzia: Tomasz Musiał (Kraków) |
|                    | kartki: · Vidanov 53'                          |                | kartki: · 48' Quintana · 63' Pazdan  |                                                                     |

| 8 marca 2013 20:45 | Podbeskidzie Bielsko-Biała · Demjan 73'                                      | 1:2(0:0)Raport | Legia Warszawa · 53' Saganowski · 76' Wawrzyniak | Stadion Miejski, Bielsko-Biała Widzów: 3500 Sędzia: Paweł Gil (Lublin) |
|                    | kartki: · Łatka 15' · Sloboda 18' · Telichowski 25' · Pawela 32' · Zajac 62' |                | kartki: · 14' Vrdoljak · 58' Wawrzyniak          |                                                                        |

| 9 marca 2013 13:30 | GKS Bełchatów                                | 0:0(0:0)Raport | Widzew Łódź                                              | Stadion GKS-u, Bełchatów Widzów: 2300 Sędzia: Krzysztof Jakubik (Siedlce) |
|                    | kartki: · Rachwał 56' · Mak 64' · Sawala 68' |                | kartki: · 27' Bartkowski · 83' Bartoszewicz · 86' Okachi |                                                                           |

| 9 marca 2013 15:45 | Ruch Chorzów · Panka 90+3' | 1:1(0:1)Raport | Śląsk Wrocław · 9' Kaźmierczak | Stadion Ruchu, Chorzów Widzów: 6240 Sędzia: Szymon Marciniak (Płock) |
|                    | kartki: · Šultes 53'       |                |                                |                                                                      |

| 9 marca 2013 18:00 | Polonia Warszawa · Przybecki 14'                             | 1:2(1:1)Raport | Wisła Kraków · 34' Wilk · 52' Chrapek | Stadion Polonii, Warszawa Widzów: 4078 Sędzia: Bartosz Frankowski (Toruń) |
|                    | kartki: · Grzelczak 25' · Baran 64' · Hołota 70' · Tosik 79' |                | kartki: · 19' Chávez · 52' Bunoza     |                                                                           |

| 10 marca 2013 14:30 | Pogoń Szczecin            | 0:2(0:1)Raport | Piast Gliwice · 41', 63' Dočekal | Stadion Miejski, Szczecin Widzów: 3588 Sędzia: Paweł Pskit (Łódź) |
|                     | kartki: · Lewandowski 18' |                | kartki: · 39' Matras             |                                                                   |

| 10 marca 2013 17:00 | Górnik Zabrze                               | 0:1(0:0)Raport | Lech Poznań · 63' (k) Wołąkiewicz | Stadion Górnika, Zabrze Widzów: 3000 Sędzia: Paweł Raczkowski (Warszawa) |
|                     | kartki: · Gancarczyk 62' · Shevelyukhin 70' |                | kartki: · 65' Murawski            |                                                                          |

| 11 marca 2013 18:30 | Lechia Gdańsk · Buzała 8' · Pietrowski 74' · Duda 80' | 3:2(1:0)Raport | Korona Kielce · 54' Janota · 90+2' Staňo | PGE Arena Gdańsk, Gdańsk Widzów: 8762 Sędzia: Hubert Siejewicz (Białystok) |
|                     | kartki: · Kacprzycki 72'                              |                | kartki: · 11', 15' Kuzera                |                                                                            |

### 19. kolejka (15 marca – 18 marca)
| 15 marca 2013 18:00 | Jagiellonia Białystok · Frankowski 3' · Plizga 80' | 2:0(1:0)Raport | Polonia Warszawa    | Stadion Miejski, Białystok Widzów: 2217 Sędzia: Paweł Pskit (Łódź) |
|                     | kartki: · Gajos 73' · Ukah 79' · Plizga 86'        |                | kartki: · 40' Tosik |                                                                    |

| 15 marca 2013 20:45 | Legia Warszawa · Saganowski 33' · Ljuboja 67' · Dvalishvili 90+3' | 3:0(1:0)Raport | Górnik Zabrze                       | Pepsi Arena, Warszawa Widzów: 17 356 Sędzia: Tomasz Musiał (Kraków) |
|                     | kartki: · Jędrzejczyk 76' · Bereszyński 83'                       |                | kartki: · 44' Danch · 66' Mączyński |                                                                     |

| 16 marca 2013 13:30 | Korona Kielce · Korzym 32' · Golański 55' (k) | 2:1(1:0)Raport | Ruch Chorzów · 63' Starzyński                | Stadion Miejski, Kielce Widzów: 5674 Sędzia: Krzysztof Jakubik (Siedlce) |
|                     | kartki: · Janota 43'                          |                | kartki: · 42' Kuświk · 78' Đokić · 89' Kikut |                                                                          |

| 16 marca 2013 15:45 | Widzew Łódź         | 0:0(0:0)Raport | Zagłębie Lubin                                         | Stadion Widzewa, Łódź Widzów: 6300 Sędzia: Jarosław Rynkiewicz (Zielona Góra) |
|                     | kartki: · Nowak 48' |                | kartki: · 33' Papadopulos · 90' Godál · 90+2' Rymaniak |                                                                               |

| 16 marca 2013 18:00 | Lech Poznań                         | 0:0(0:0)Raport | GKS Bełchatów                                      | Stadion Miejski, Poznań Widzów: 21 953 Sędzia: Marcin Borski (Warszawa) |
|                     | kartki: · Drewniak 28' · Ceesay 86' |                | kartki: · 33' Michalski · 51' Wilusz · 65' Rachwał |                                                                         |

| 17 marca 2013 14:30 | Śląsk Wrocław · Gikiewicz 90'                        | 1:1(0:0)Raport | Podbeskidzie Bielsko-Biała · 66' Pawela | Stadion Miejski, Wrocław Widzów: 12 849 Sędzia: Hubert Siejewicz (Białystok) |
|                     | kartki: · Ostrowski 5' · Kowalczyk 64' · Patejuk 83' |                | kartki: · 11' Chmiel · 31' Zajac        |                                                                              |

| 17 marca 2013 17:00 | Wisła Kraków · Sobolewski 37' · Genkov 82'                    | 2:0(1:0)Raport | Pogoń Szczecin          | Stadion Miejski, Kraków Widzów: 11 164 Sędzia: Szymon Marciniak (Płock) |
|                     | kartki: · Sobolewski 20' · Iliev 22' · Jaliens 35' · Wilk 62' |                | kartki: · 60' Frączczak |                                                                         |

| 18 marca 2013 18:30 | Piast Gliwice · Podgórski 74' · Robak 88' | 2:0(0:0)Raport | Lechia Gdańsk                         | Stadion Miejski, Gliwice Widzów: 4051 Sędzia: Paweł Gil (Lublin) |
|                     | kartki: · Urban 82'                       |                | kartki: · 72' Wiśniewski · 90+2' Duda |                                                                  |

### 20. kolejka (28 marca – 1 kwietnia)
| 28 marca 2013 18:00 | Podbeskidzie Bielsko-Biała · Demjan 55'  | 1:1(0:1)Raport | Korona Kielce · 10' Korzym                          | Stadion Miejski, Bielsko-Biała Widzów: 2100 Sędzia: Tomasz Musiał (Kraków) |
|                     | kartki: · Konieczny 10' · Sokołowski 24' |                | kartki: · 60' Foszmańczyk · 66' Korzym · 80' Kuzera |                                                                            |

| 28 marca 2013 20:30 | Górnik Zabrze · Jeleń 24' · Kwiek 30' · Danch 64' | 3:1(2:0)Raport | Widzew Łódź · 51' Pawłowski | Stadion Górnika, Zabrze Widzów: 3000 Sędzia: Hubert Siejewicz (Białystok) |
|                     | kartki: · Magiera 12'                             |                | kartki: · 54' Broź          |                                                                           |

| 30 marca 2013 13:30 | Piast Gliwice · Lazdiņš 30' | 1:1(1:1)Raport | Jagiellonia Białystok · 38' Frankowski              | Stadion Miejski, Gliwice Widzów: 3544 Sędzia: Krzysztof Jakubik (Siedlce) |
|                     | kartki: · Trela 64'         |                | kartki: · 40' Gajos · 46' Pazdan · 68' 81' Modelski |                                                                           |

| 30 marca 2013 15:45 | GKS Bełchatów · Madej 58' (k)                       | 1:0(0:0)Raport | Śląsk Wrocław                                                                    | Stadion GKS-u, Bełchatów Widzów: 2500 Sędzia: Tomasz Wajda (Żywiec) |
|                     | kartki: · Kosznik 48' · Wacławczyk 68' · Sawala 76' |                | kartki: · 52' Kelemen · 52' Gikiewicz · 53' Mila · 81' Cetnarski · 90' Kowalczyk |                                                                     |

| 30 marca 2013 18:00 | Polonia Warszawa · Piątek 86'                                               | 1:2(0:0)Raport | Legia Warszawa · 52' Ljuboja · 90+1' Furman | Stadion Polonii, Warszawa Widzów: 4500 Sędzia: Paweł Gil (Lublin) |
|                     | kartki: · Wszołek 10' · Tosik 16' · Todorovski 51' · Hołota 70' · Baran 82' |                | kartki: · 10' Wawrzyniak                    |                                                                   |

| 1 kwietnia 2013 13:30 | Zagłębie Lubin · Błąd 10', 54'         | 2:3(1:0)Raport | Ruch Chorzów · 52' (sam.) Čotra · 55' Janoszka · 90+4' Smektała        | Stadion Zagłębia, Lubin Widzów: 5548 Sędzia: Tomasz Garbowski (Kluczbork) |
|                       | kartki: · Hanzel 30' · Błąd 58', 90+2' |                | kartki: · 56' Janoszka · 75' Zieńczuk · 83' Szyndrowski · 85' Smektała |                                                                           |

| 1 kwietnia 2013 16:00 | Lechia Gdańsk                        | 0:0(0:0)Raport | Wisła Kraków             | PGE Arena Gdańsk, Gdańsk Widzów: 13 937 Sędzia: Marcin Borski (Warszawa) |
|                       | kartki: · Pietrowski 36' · Deleu 42' |                | kartki: · 67' Sobolewski |                                                                          |

| 1 kwietnia 2013 18:30 | Pogoń Szczecin                  | 0:2(0:1)Raport | Lech Poznań · 28' Kamiński · 48' Tonev                | Stadion Miejski, Szczecin Widzów: 8237 Sędzia: Bartosz Frankowski (Toruń) |
|                       | kartki: · Djoussé 5' · Noll 66' |                | kartki: · 10' Kamiński · 34' Wołąkiewicz · 68' Trałka |                                                                           |

### 21. kolejka (5 kwietnia – 8 kwietnia)
| 5 kwietnia 2013 18:00 | Ruch Chorzów · Zieńczuk 88'                                           | 1:3(0:1)Raport | Podbeskidzie Bielsko-Biała · 11' (k) Sokołowski · 49', 90+3' Demjan | Stadion Ruchu, Chorzów Widzów: 4300 Sędzia: Paweł Gil (Lublin) |
|                       | kartki: · Stawarczyk 10' · Zieńczuk 26' · Chwastek 74' · Smektała 90' |                | kartki: · 79' Sokołowski · 86' Demjan                               |                                                                |

| 5 kwietnia 2013 20:45 | Lech Poznań · Kamiński 4' · Wołąkiewicz 27' (k) · Lovrencsics 33' · Ślusarski 90' | 4:2(3:0)Raport | Lechia Gdańsk · 71' Wiśniewski · 90+3' Duda | Stadion Miejski, Poznań Widzów: 17 141 Sędzia: Szymon Marciniak (Płock) |
|                       | kartki: · Trałka 40' · Linetty 62' · Ceesay 74' · Możdżeń 82'                     |                | kartki: · 26' Buchalik · 74' Duda           |                                                                         |

| 6 kwietnia 2013 13:30 | Jagiellonia Białystok · Frankowski 4' (k)              | 1:0(1:0)Raport | Pogoń Szczecin                                                             | Stadion Miejski, Białystok Widzów: 3028 Sędzia: Marcin Borski (Warszawa) |
|                       | kartki: · Frankowski 4' · Hanzel 50', 79' · Słowik 76' |                | kartki: · 18' Rogalski · 44' Frączczak · 68' Noll · 85' Rudol · 88' Hricko |                                                                          |

| 6 kwietnia 2013 15:45 | Śląsk Wrocław · Mila 57' · Ćwielong 88' | 2:1(0:1)Raport | Górnik Zabrze · 37' Nakoulma | Stadion Miejski, Wrocław Widzów: 12 354 Sędzia: Tomasz Musiał (Kraków) |
|                       |                                         |                | kartki: · 78' Zachara        |                                                                        |

| 6 kwietnia 2013 18:00 | Legia Warszawa · Radović 45' · Dvalishvili 59'                    | 2:0(1:0)Raport | Zagłębie Lubin                                               | Pepsi Arena, Warszawa Widzów: 16 608 Sędzia: Paweł Pskit (Łódź) |
|                       | kartki: · Kuciak 29' · Astiz 29' · Bereszyński 85' · Vrdoljak 90' |                | kartki: · 45' Hanzel · 45' Vidanov · 50' Čotra · 88' Woźniak |                                                                 |

| 7 kwietnia 2013 14:30 | Korona Kielce · Jovanović 47'        | 1:0(0:0)Raport | GKS Bełchatów                                  | Stadion Miejski, Kielce Widzów: 6427 Sędzia: Robert Małek (Zabrze) |
|                       | kartki: · Kuzera 36' · Małkowski 78' |                | kartki: · 38' Sawala · 58' Rachwał · 75' Baran |                                                                    |

| 7 kwietnia 2013 17:15 | Wisła Kraków · Iliev 8'                             | 1:2(1:0)Raport | Piast Gliwice · 70' Zbozień · 73' Urban | Stadion Miejski, Kraków Widzów: 10 880 Sędzia: Paweł Raczkowski (Warszawa) |
|                       | kartki: · Chávez 18' · Genkov 70' · Jovanović 90+3' |                | kartki: · 50' Matras                    |                                                                            |

| 8 kwietnia 2013 18:30 | Widzew Łódź · Batrović 10' · Pawłowski 54' · Broź 65' (k) | 3:2(1:1)Raport | Polonia Warszawa · 34' (sam.) Kaczmarek · 82' Hołota            | Stadion Widzewa, Łódź Widzów: 5850 Sędzia: Tomasz Garbowski (Kluczbork) |
|                       | kartki: · Dudek 86'                                       |                | kartki: · 49' Morozov · 60' Hołota · 70' Michalski · 74' Piątek |                                                                         |

### 22. kolejka (12 kwietnia – 15 kwietnia)
| 12 kwietnia 2013 18:00 | Pogoń Szczecin · Andradina 56' (k)  | 1:1(0:0)Raport | Widzew Łódź · 77' Stępiński                                                    | Stadion Miejski, Szczecin Widzów: 3581 Sędzia: Tomasz Musiał (Kraków) |
|                        | kartki: · Hernâni 10' · Djoussé 42' |                | kartki: · 22' Kramar · 28' Bartoszewicz · 60' Abbès · 85' Pawłowski · 90' Broź |                                                                       |

| 12 kwietnia 2013 20:45 | Zagłębie Lubin · Rakowski 56' · Błąd 76' | 2:1(0:0)Raport | Korona Kielce · 90+1' Staňo                              | Stadion Zagłębia, Lubin Widzów: 5693 Sędzia: Paweł Raczkowski (Warszawa) |
|                        | kartki: · Nhamoinesu 53' · Rakowski 56'  |                | kartki: · 48' Stąporski · 60' Golański · 83' Lenartowski |                                                                          |

| 13 kwietnia 2013 13:30 | GKS Bełchatów | 0:3(0:1)Raport | Ruch Chorzów · 33', 47' Jankowski · 56' Janoszka | Stadion GKS-u, Bełchatów Widzów: 1800 Sędzia: Szymon Marciniak (Płock) |
|                        |               |                | kartki: · 78' Szyndrowski                        |                                                                        |

| 13 kwietnia 2013 15:45 | Polonia Warszawa · Kiełb 14' · Kelemen 48' (sam.) | 2:2(1:2)Raport | Śląsk Wrocław · 37' Kokoszka · 39' Mila | Stadion Polonii, Warszawa Widzów: 2500 Sędzia: Jarosław Rynkiewicz (Zielona Góra) |
|                        | kartki: · Baran 27' · Tosik 80'                   |                | kartki: · 70' Ćwielong                  |                                                                                   |

| 13 kwietnia 2013 18:00 | Wisła Kraków · Sikorski 87'                          | 1:2(0:2)Raport | Legia Warszawa · 12' Dvalishvili · 16' Jędrzejczyk                   | Stadion Miejski, Kraków Widzów: 24 655 Sędzia: Hubert Siejewicz (Białystok) |
|                        | kartki: · Głowacki 45' · Burliga 70' · Pareiko 90+6' |                | kartki: · 6' Vrdoljak · 36' Jędrzejczyk · 44' Kosecki · 90+6' Kuciak |                                                                             |

| 14 kwietnia 2013 14:30 | Górnik Zabrze       | 0:1(0:0)Raport | Podbeskidzie Bielsko-Biała · 88' Demjan         | Stadion Górnika, Zabrze Widzów: 3000 Sędzia: Marcin Borski (Warszawa) |
|                        | kartki: · Danch 34' |                | kartki: · 28' Deja · 52' Konieczny · 90' Chmiel |                                                                       |

| 14 kwietnia 2013 17:00 | Lechia Gdańsk · Duda 19' · Ricardinho 49' (k) | 2:3(1:1)Raport | Jagiellonia Białystok · 27' Quintana · 55' Gajos · 73' Smolarek | PGE Arena Gdańsk, Gdańsk Widzów: 12 798 Sędzia: Tomasz Radkiewicz (Łódź) |
|                        |                                               |                | kartki: · 42' Pazdan                                            |                                                                          |

| 15 kwietnia 2013 18:30 | Piast Gliwice | 0:3(0:1)Raport | Lech Poznań · 30' Lovrencsics · 49' Tonev · 50' Murawski | Stadion Miejski, Gliwice Widzów: 8192 Sędzia: Paweł Gil (Lublin) |
|                        |               |                | kartki: · 78' Tonev · 80' Teodorczyk                     |                                                                  |

### 23. kolejka (19 kwietnia – 22 kwietnia)
| 19 kwietnia 2013 18:00 | Widzew Łódź · Pawłowski 10' | 1:1(1:1)Raport | Piast Gliwice · 45+2' Robak                            | Stadion Widzewa, Łódź Widzów: 5750 Sędzia: Marcin Borski (Warszawa) |
|                        | kartki: · Płotka 26'        |                | kartki: · 20' Klepczyński · 64' Murawski · 77' Szeliga |                                                                     |

| 19 kwietnia 2013 20:45 | Korona Kielce · Malarczyk 83'           | 1:0(0:0)Raport | Górnik Zabrze                 | Stadion Miejski, Kielce Widzów: 7666 Sędzia: Hubert Siejewicz (Białystok) |
|                        | kartki: · Jovanović 15' · Malarczyk 30' |                | kartki: · 31', 86' Gancarczyk |                                                                           |

| 20 kwietnia 2013 13:30 | Podbeskidzie Bielsko-Biała · Pawela 69' | 1:1(0:1)Raport | GKS Bełchatów · 7' Michalski                                              | Stadion Miejski, Bielsko-Biała Widzów: 3051 Sędzia: Paweł Raczkowski (Warszawa) |
|                        | kartki: · Demjan 66'                    |                | kartki: · 9' Sawala · 14' González · 50' M. Mak · 53' Baran · 90' Wroński |                                                                                 |

| 20 kwietnia 2013 15:45 | Jagiellonia Białystok · Gajos 34' · Plizga 64' | 2:2(1:0)Raport | Wisła Kraków · 68' Sarki · 79' Boguski | Stadion Miejski, Białystok Widzów: 3720 Sędzia: Bartosz Frankowski (Toruń) |
|                        | kartki: · Gajos 22' · Ukah 72'                 |                | kartki: · 9' Iliev · 85' Chávez        |                                                                            |

| 20 kwietnia 2013 18:15 | Legia Warszawa · Vrdoljak 54' (k) · Dvalishvili 58' (k) · Brzyski 75' | 3:1(0:1)Raport | Pogoń Szczecin · 11' Ława | Pepsi Arena, Warszawa Widzów: 21 412 Sędzia: Paweł Gil (Lublin) |
|                        |                                                                       |                | kartki: · 58' Janukiewicz |                                                                 |

| 21 kwietnia 2013 14:30 | Śląsk Wrocław · Ćwielong 88'        | 1:1(0:0)Raport | Lechia Gdańsk · 53' Wiśniewski | Stadion Miejski, Wrocław Widzów: 17 832 Sędzia: Paweł Pskit (Łódź) |
|                        | kartki: · Kowalczyk 22' · Socha 76' |                |                                |                                                                    |

| 21 kwietnia 2013 17:00 | Lech Poznań · Lovrencsics 16' · Hämäläinen 32' · Reiss 87' | 3:1(2:1)Raport | Zagłębie Lubin · 5' Pawłowski       | Stadion Miejski, Poznań Widzów: 24 139 Sędzia: Szymon Marciniak (Płock) |
|                        | kartki: · Możdżeń 72' · Trałka 75' · Đurđević 83'          |                | kartki: · 45+2' Bílek · 60' Vidanov |                                                                         |

| 22 kwietnia 2013 18:30 | Ruch Chorzów · Hołota 72' (sam.) · Jankowski 89' | 2:1(0:0)Raport | Polonia Warszawa · 76' Wszołek | Stadion Ruchu, Chorzów Widzów: 4100 Sędzia: Tomasz Musiał (Kraków) |
|                        |                                                  |                |                                |                                                                    |

### 24. kolejka (26 kwietnia – 29 kwietnia)
| 26 kwietnia 2013 18:00 | Pogoń Szczecin · Hernâni 29', 44'                                              | 2:1(2:1)Raport | Korona Kielce · 4' Malarczyk                                                             | Stadion Miejski, Szczecin Widzów: 4735 Sędzia: Paweł Pskit (Łódź) |
|                        | kartki: · Frączczak 26' · Ława 45' · Budka 61' · Djoussé 78' · Andradina 90+3' |                | kartki: · 45' Janota · 52' Sobolewski · 72', 87' Kuzera · 75' Kwiecień · 90+2' Stąporski |                                                                   |

| 26 kwietnia 2013 20:45 | Wisła Kraków · Małecki 50'                                                                     | 1:0(0:0)Raport | Widzew Łódź                     | Stadion Miejski, Kraków Widzów: 9741 Sędzia: Marcin Borski (Warszawa) |
|                        | kartki: · Chrapek 45' · Chávez 54' · Uryga 59' · Sobolewski 85' · Garguła 88' · Miśkiewicz 90' |                | kartki: · 22' Dudek · 83' Abbès |                                                                       |

| 27 kwietnia 2013 13:30 | Polonia Warszawa                                                             | 0:1(0:0)Raport | GKS Bełchatów · 57' Wacławczyk | Stadion Polonii, Warszawa Widzów: 2500 Sędzia: Bartosz Frankowski (Toruń) |
|                        | kartki: · Pazio 21', 56' · Tosik 48' · Piątek 52' · Hołota 82' · Baran 90+4' |                | kartki: · 48' Wacławczyk       |                                                                           |

| 27 kwietnia 2013 15:45 | Lechia Gdańsk · Frankowski 77' | 1:2(0:0)Raport | Podbeskidzie Bielsko-Biała · 63' Górkiewicz · 74' Chmiel | PGE Arena Gdańsk, Gdańsk Widzów: 9954 Sędzia: Szymon Marciniak (Płock) |
|                        | kartki: · Pietrowski 42'       |                | kartki: · 14' Piter-Bučko                                |                                                                        |

| 27 kwietnia 2013 18:00 | Piast Gliwice                         | 0:0(0:0)Raport | Legia Warszawa                            | Stadion Miejski, Gliwice Widzów: 8786 Sędzia: Hubert Siejewicz (Białystok) |
|                        | kartki: · Murawski 56' · Matras 90+2' |                | kartki: · 90' Łukasik · 90+3' Dvalishvili |                                                                            |

| 28 kwietnia 2013 14:30 | Zagłębie Lubin · Małkowski 34', 58' · Papadopulos 77' · Jež 84' | 4:0(1:0)Raport | Śląsk Wrocław                          | Stadion Zagłębia, Lubin Widzów: 12 369 Sędzia: Tomasz Musiał (Kraków) |
|                        | kartki: · Nhamoinesu 42' · Pawłowski 62'                        |                | kartki: · 21' Kokoszka · 76' Kowalczyk |                                                                       |

| 28 kwietnia 2013 17:00 | Górnik Zabrze · Kopacz 18' · Jeleń 82' | 2:0(1:0)Raport | Ruch Chorzów                               | Stadion Górnika, Zabrze Widzów: 3000 Sędzia: Paweł Raczkowski (Warszawa) |
|                        |                                        |                | kartki: · 60' Szyndrowski · 66' Stawarczyk |                                                                          |

| 29 kwietnia 2013 18:30 | Jagiellonia Białystok                              | 0:1(0:1)Raport | Lech Poznań · 44' Lovrencsics                               | Stadion Miejski, Białystok Widzów: 3571 Sędzia: Paweł Gil (Lublin) |
|                        | kartki: · Norambuena 57' · Ukah 63' · Quintana 86' |                | kartki: · 68' Drewniak · 90+3' Henríquez · 90+6' Kotorowski |                                                                    |

### 25. kolejka (3 maja – 6 maja)
| 3 maja 2013 18:00 | Podbeskidzie Bielsko-Biała · Demjan 63' | 1:1(0:1)Raport | Zagłębie Lubin · 25' Papadopulos                                 | Stadion Miejski, Bielsko-Biała Widzów: 2800 Sędzia: Paweł Gil (Lublin) |
|                   | kartki: · Pawela 38'                    |                | kartki: · 30' Nhamoinesu · 46' Pawłowski · 83' Banaś · 88' Bílek |                                                                        |

| 3 maja 2013 20:45 | Korona Kielce · Korzym 87'          | 1:1(0:1)Raport | Polonia Warszawa · 10' (k) Todorovski                                                  | Stadion Miejski, Kielce Widzów: 6384 Sędzia: Tomasz Wajda (Żywiec) |
|                   | kartki: · Staňo 9' · Sobolewski 90' |                | kartki: · 20' Tarnowski · 23', 64' Hołota · 35' Piątek · 42' Gołębiewski · 65' Pawełek |                                                                    |

| 4 maja 2013 13:30 | Widzew Łódź · Okachi 3' · Stępiński 61' · Broź 74' | 3:0(1:0)Raport | Jagiellonia Białystok           | Stadion Widzewa, Łódź Widzów: 4700 Sędzia: Krzysztof Jakubik (Siedlce) |
|                   | kartki: · Płotka 36' · Kaczmarek 40'               |                | kartki: · 38' Ukah · 50' Kupisz |                                                                        |

| 4 maja 2013 15:45 | GKS Bełchatów · Bartosiak 30' · Poźniak 90+3' | 2:0(1:0)Raport | Górnik Zabrze                   | Stadion GKS-u, Bełchatów Widzów: 1800 Sędzia: Marcin Borski (Warszawa) |
|                   | kartki: · Kosznik 75'                         |                | kartki: · 71' Danch · 90' Nowak |                                                                        |

| 4 maja 2013 18:00 | Lech Poznań · Teodorczyk 45' | 1:0(1:0)Raport | Wisła Kraków                                 | Stadion Miejski, Poznań Widzów: 30 927 Sędzia: Hubert Siejewicz (Białystok) |
|                   | kartki: · Kędziora 83'       |                | kartki: · 29' Wilk · 64' Uryga · 83' Burliga |                                                                             |

| 5 maja 2013 14:30 | Legia Warszawa · Kosecki 62'      | 1:0(0:0)Raport | Lechia Gdańsk                                        | Pepsi Arena, Warszawa Widzów: 15 735 Sędzia: Bartosz Frankowski (Toruń) |
|                   | kartki: · Vrdoljak 6' · Astiz 25' |                | kartki: · 55' Pietrowski · 64' Janicki · 90+4' Deleu |                                                                         |

| 5 maja 2013 17:00 | Śląsk Wrocław · Ćwielong 85'         | 1:0(0:0)Raport | Pogoń Szczecin | Stadion Miejski, Wrocław Widzów: 9254 Sędzia: Paweł Raczkowski (Warszawa) |
|                   | kartki: · Sobota 32' · Ostrowski 68' |                |                |                                                                           |

| 6 maja 2013 18:30 | Ruch Chorzów · Starzyński 63' | 1:2(0:0)Raport | Piast Gliwice · 70' Matras · 79' Podgórski | Stadion Ruchu, Chorzów Widzów: 4500 Sędzia: Szymon Marciniak (Płock) |
|                   |                               |                | kartki: · 78' Podgórski                    |                                                                      |

### 26. kolejka (10 maja – 13 maja)
| 10 maja 2013 18:00 | Polonia Warszawa · Wszołek 60' · Grzelczak 74' | 2:1(0:1)Raport | Podbeskidzie Bielsko-Biała · 45' Wodecki | Stadion Polonii, Warszawa Widzów: 2700 Sędzia: Tomasz Radkiewicz (Łódź) |
|                    | kartki: · Kiełb 90'                            |                | kartki: · 9' Sloboda                     |                                                                         |

| 10 maja 2013 20:45 | Lech Poznań · Możdżeń 50' · Hämäläinen 60' · Ślusarski 74' · Lovrencsics 90+2' | 4:0(0:0)Raport | Widzew Łódź        | Stadion Miejski, Poznań Widzów: 21 104 Sędzia: Tomasz Musiał (Kraków) |
|                    | kartki: · Teodorczyk 44'                                                       |                | kartki: · 2' Abbès |                                                                       |

| 11 maja 2013 13:30 | Pogoń Szczecin                           | 0:1(0:0)Raport | GKS Bełchatów · 72' Mak                                                                         | Stadion Miejski, Szczecin Widzów: 6114 Sędzia: Szymon Marciniak (Płock) |
|                    | kartki: · Andradina 54' · Pietruszka 66' |                | kartki: · 38' Baran · 51' Kosznik · 53' Sawala · 60' Wilusz · 74', 90+3' González · 90+5' Zubas |                                                                         |

| 11 maja 2013 15:45 | Wisła Kraków · Chrapek 26', 90' · Małecki 87' | 3:0(1:0)Raport | Korona Kielce                             | Stadion Miejski, Kraków Widzów: 10 198 Sędzia: Krzysztof Jakubik (Siedlce) |
|                    |                                               |                | kartki: · 31' Zawistowski · 62' Stąporski |                                                                            |

| 11 maja 2013 18:00 | Jagiellonia Białystok               | 0:3(0:1)Raport | Legia Warszawa · 2' Jodłowiec · 56' Kucharczyk · 65' (k) Dvalishvili | Stadion Miejski, Białystok Widzów: 4497 Sędzia: Paweł Pskit (Łódź) |
|                    | kartki: · Norambuena 10' · Ukah 24' |                |                                                                      |                                                                    |

| 12 maja 2013 14:30 | Piast Gliwice · Fernández 52' (k) · Oleksy 57' · Murawski 90+4' | 3:2(0:1)Raport | Śląsk Wrocław · 16', 75' (k) Stevanovič | Stadion Miejski, Gliwice Widzów: 6507 Sędzia: Marcin Borski (Warszawa) |
|                    | kartki: · Oleksy 74' · Podgórski 80'                            |                | kartki: · 45' Socha · 85' Grodzicki     |                                                                        |

| 12 maja 2013 17:00 | Lechia Gdańsk · Wiśniewski 6' · Ricardinho 23' · Rasiak 90+2' · Duda 90+3' | 4:4(2:1)Raport | Ruch Chorzów · 7' Janoszka · 58', 63' Šultes · 78' Zieńczuk | PGE Arena Gdańsk, Gdańsk Widzów: 11 342 Sędzia: Bartosz Frankowski (Toruń) |
|                    | kartki: · Buzała 44' · Frankowski 82' · Ricardinho 85'                     |                | kartki: · 45' Stawarczyk · 85' Lewczuk                      |                                                                            |

| 13 maja 2013 18:30 | Zagłębie Lubin · Papadopulos 31'                   | 1:2(1:2)Raport | Górnik Zabrze · 4' Kwiek · 17' Bonin                      | Stadion Zagłębia, Lubin Widzów: 6839 Sędzia: Hubert Siejewicz (Białystok) |
|                    | kartki: · Jež 40' · Tunchev 83' · Banaś 87', 90+5' |                | kartki: · 39' Mączyński · 54' Przybylski · 90' Gancarczyk |                                                                           |

### 27. kolejka (17 maja – 20 maja)
| 17 maja 2013 18:00 | Ruch Chorzów · Janoszka 63' · Jankowski 82' | 2:3(0:2)Raport | Pogoń Szczecin · 35' Akahoshi · 42' Dąbrowski · 71' Chałas    | Stadion Ruchu, Chorzów Widzów: 4000 Sędzia: Tomasz Musiał (Kraków) |
|                    | kartki: · Malinowski 88'                    |                | kartki: · 16' Ława · 45' Rogalski · 88' Akahoshi · 90' Chałas |                                                                    |

| 17 maja 2013 20:45 | Śląsk Wrocław · Patejuk 2' · Gikiewicz 45', 55' | 3:0(2:0)Raport | Wisła Kraków                                       | Stadion Miejski, Wrocław Widzów: 14 942 Sędzia: Bartosz Frankowski (Toruń) |
|                    | kartki: · Grodzicki 13' · Socha 50'             |                | kartki: · 37' Chrapek · 39' Burliga · 48' Sikorski |                                                                            |

| 18 maja 2013 13:30 | Legia Warszawa · Vrdoljak 86' (k)                     | 1:0(0:0)Raport | Lech Poznań                                           | Pepsi Arena, Warszawa Widzów: 29 416 Sędzia: Szymon Marciniak (Płock) |
|                    | kartki: · Łukasik 34' · Kosecki 45' · Jędrzejczyk 53' |                | kartki: · 12' Ceesay · 36' 84' Możdżeń · 57' Kędziora |                                                                       |

| 18 maja 2013 15:45 | Podbeskidzie Bielsko-Biała · Demjan 41' | 1:2(1:0)Raport | Piast Gliwice · 56' (sam.) Konieczny · 79' Robak                                           | Stadion Miejski, Bielsko-Biała Widzów: 2700 Sędzia: Paweł Raczkowski (Warszawa) |
|                    | kartki: · Łatka 20' · Górkiewicz 65'    |                | kartki: · 15' Cicman · 32' Klepczyński · 44' Sidqy · 48' Zbozień · 60' Matras · 85' Ižvolt |                                                                                 |

| 18 maja 2013 18:00 | Górnik Zabrze            | 0:4(0:1)Raport | Polonia Warszawa · 9' Przybecki · 67' Kiełb · 84', 89' Gołębiewski | Stadion Górnika, Zabrze Widzów: 3000 Sędzia: Paweł Pskit (Łódź) |
|                    | kartki: · Gancarczyk 62' |                | kartki: · 75' Baran                                                |                                                                 |

| 19 maja 2013 14:30 | GKS Bełchatów · Mak 8' (k) · Sawala 14' · Madej 69' | 3:2(2:2)Raport | Zagłębie Lubin · 2' Woźniak · 36' Papadopulos | Stadion GKS-u, Bełchatów Widzów: 2500 Sędzia: Hubert Siejewicz (Białystok) |
|                    | kartki: · Wacławczyk 61'                            |                | kartki: · 30' Gliwa · 78' Rakowski            |                                                                            |

| 19 maja 2013 17:00 | Korona Kielce · Golański 3', 35' (k) · Lenartowski 38' · Janota 54' · Staňo 61' | 5:0(3:0)Raport | Jagiellonia Białystok                                | Stadion Miejski, Kielce Widzów: 7892 Sędzia: Paweł Gil (Lublin) |
|                    | kartki: · Golański 50'                                                          |                | kartki: · 32' Słowik · 59' Bandrowski · 75' Porębski |                                                                 |

| 20 maja 2013 18:30 | Widzew Łódź · Broź 35' (k)          | 1:2(1:0)Raport | Lechia Gdańsk · 67' Duda · 75' Machaj                              | Stadion Widzewa, Łódź Widzów: 4700 Sędzia: Jarosław Rynkiewicz (Zielona Góra) |
|                    | kartki: · Kasprzak 37' · Phibel 52' |                | kartki: · 22' Frankowski · 24' Wiśniewski · 78' Rasiak · 84' Deleu |                                                                               |

### 28. kolejka (23 maja – 27 maja)
| 23 maja 2013 20:45 | Piast Gliwice · Cicman 35'           | 1:1(1:1)Raport | Korona Kielce · 22' Adamek                            | Stadion Miejski, Gliwice Widzów: 5527 Sędzia: Szymon Marciniak (Płock) |
|                    | kartki: · Polák 36', 70' · Robak 36' |                | kartki: · 11' Sobolewski · 46' Kuzera · 54' Malarczyk |                                                                        |

| 24 maja 2013 18:00 | Wisła Kraków · Chávez 14'                     | 1:1(1:1)Raport | Ruch Chorzów · 2' (k) Starzyński  | Stadion Miejski, Kraków Widzów: 13 044 Sędzia: Paweł Gil (Lublin) |
|                    | kartki: · Chávez 1' · Małecki 20' · Iliev 76' |                | kartki: · 16' Đokić · 75' Lewczuk |                                                                   |

| 24 maja 2013 20:45 | Widzew Łódź · Broź 19' (k) | 1:1(1:0)Raport | Legia Warszawa · 55' Saganowski             | Stadion Widzewa, Łódź Widzów: 8998 Sędzia: Tomasz Musiał (Kraków) |
|                    | kartki: · Kasprzak 60'     |                | kartki: · 22' Jędrzejczyk · 65' Bereszyński |                                                                   |

| 25 maja 2013 13:30 | Lechia Gdańsk · Rasiak 87' | 1:1(0:1)Raport | GKS Bełchatów · 24' Bartosiak | PGE Arena Gdańsk, Gdańsk Widzów: 9836 Sędzia: Daniel Stefański (Bydgoszcz) |
|                    |                            |                |                               |                                                                            |

| 25 maja 2013 15:45 | Lech Poznań                                                             | 0:2(0:2)Raport | Podbeskidzie Bielsko-Biała · 20', 45' (k) Pawela       | Stadion Miejski, Poznań Widzów: 19 361 Sędzia: Hubert Siejewicz (Białystok) |
|                    | kartki: · Wołąkiewicz 22' · Kędziora 44' · Henríquez 54' · Trałka 90+5' |                | kartki: · 45' Konieczny · 52' Telichowski · 73' Chmiel |                                                                             |

| 26 maja 2013 14:30 | Pogoń Szczecin · Bemben 11' (sam.) | 1:0(1:0)Raport | Górnik Zabrze                               | Stadion Miejski, Szczecin Widzów: 5836 Sędzia: Paweł Raczkowski (Warszawa) |
|                    | kartki: · Noll 66' · Golla 78'     |                | kartki: · 34' Shevelyukhin · 51' Przybylski |                                                                            |

| 26 maja 2013 17:00 | Jagiellonia Białystok  | 0:3(0:0)Raport | Śląsk Wrocław · 49' Sobota · 52' Mila · 82' Ćwielong | Stadion Miejski, Białystok Widzów: 2570 Sędzia: Marcin Borski (Warszawa) |
|                    | kartki: · Porębski 45' |                |                                                      |                                                                          |

| 27 maja 2013 18:30 | Zagłębie Lubin | 0:0(0:0)Raport | Polonia Warszawa                    | Stadion Zagłębia, Lubin Widzów: 5703 Sędzia: Tomasz Wajda (Żywiec) |
|                    |                |                | kartki: · 52' Grzelczak · 80' Tosik |                                                                    |

### 29. kolejka (30 maja)
| 30 maja 2013 18:50 | GKS Bełchatów · Sawala 55'         | 1:1(0:0)Raport | Jagiellonia Białystok · 90+1' Smolarek | Stadion GKS-u, Bełchatów Widzów: 2800 Sędzia: Paweł Raczkowski (Warszawa) |
|                    | kartki: · Rachwał 50' · Sawala 82' |                | kartki: · 19' Gajos                    |                                                                           |

| 30 maja 2013 18:00 | Górnik Zabrze | 0:1(0:1)Raport | Wisła Kraków · 21' Chrapek | Stadion Górnika, Zabrze Widzów: 3000 Sędzia: Marcin Borski (Warszawa) |
|                    |               |                |                            |                                                                       |

| 30 maja 2013 18:45 | Korona Kielce          | 0:0(0:0)Raport | Widzew Łódź                                        | Stadion Miejski, Kielce Widzów: 7927 Sędzia: Krzysztof Jakubik (Siedlce) |
|                    | kartki: · Kwiecień 42' |                | kartki: · 73' Abbès · 88' Rybicki · 90+2' Mielcarz |                                                                          |

| 30 maja 2013 18:00 | Podbeskidzie Bielsko-Biała · Konieczny 1' · Pawela 6' | 2:1(2:0)Raport | Pogoń Szczecin · 67' Rogalski                                           | Stadion Miejski, Bielsko-Biała Widzów: 3050 Sędzia: Paweł Gil (Lublin) |
|                    | kartki: · Deja 33' · Pietrasiak 66' · Konieczny 83'   |                | kartki: · 50' Frączczak · 58', 72' Rogalski · 62' Ława · 89' Wiśniewski |                                                                        |

| 30 maja 2013 18:00 | Polonia Warszawa · Todorovski 81' (k)                                  | 1:1(0:0)Raport | Piast Gliwice · 67' Robak                                      | Stadion Polonii, Warszawa Widzów: 6300 Sędzia: Paweł Pskit (Łódź) |
|                    | kartki: · Baran 38', 73' · Morozov 52' · Przyrowski 90' · Hołota 90+6' |                | kartki: · 55' Lazdiņš · 75' Fernández · 80' Oleksy · 90' Robak |                                                                   |

| 30 maja 2013 18:00 | Ruch Chorzów                             | 0:0(0:0)Raport | Legia Warszawa | Stadion Ruchu, Chorzów Widzów: 7045 Sędzia: Hubert Siejewicz (Białystok) |
|                    | kartki: · Konczkowski 62' · Janoszka 68' |                |                |                                                                          |

| 30 maja 2013 18:00 | Śląsk Wrocław · Mouloungui 83'          | 1:1(0:1)Raport | Lech Poznań · 39' Murawski | Stadion Miejski, Wrocław Widzów: 24 962 Sędzia: Bartosz Frankowski (Toruń) |
|                    | kartki: · Ostrowski 51' · Kowalczyk 86' |                | kartki: · 56' Teodorczyk   |                                                                            |

| 30 maja 2013 18:00 | Zagłębie Lubin                    | 0:3(0:3)Raport | Lechia Gdańsk · 9' (sam.) Banaś · 17' Buzała · 28' Rasiak | Stadion Zagłębia, Lubin Widzów: 4935 Sędzia: Daniel Stefański (Bydgoszcz) |
|                    | kartki: · Rakowski 59' · Abwo 69' |                | kartki: · 88' Dawidowicz                                  |                                                                           |

### 30. kolejka (2 czerwca)
| 2 czerwca 2013 16:00 | Jagiellonia Białystok · Quintana 34' | 1:0(1:0)Raport | Ruch Chorzów        | Stadion Miejski, Białystok Widzów: 2875 Sędzia: Marcin Borski (Warszawa) |
|                      |                                      |                | kartki: · 60' Panka |                                                                          |

| 2 czerwca 2013 16:00 | Lech Poznań · Đurđević 23' · Lovrencsics 77' | 2:0(1:0)Raport | Korona Kielce | Stadion Miejski, Poznań Widzów: 21 387 Sędzia: Tomasz Radkiewicz (Łódź) |
|                      |                                              |                |               |                                                                         |

| 2 czerwca 2013 16:00 | Lechia Gdańsk                        | 0:2(0:1)Raport | Górnik Zabrze · 37' Mošnikov · 89' Bonin                | PGE Arena Gdańsk, Gdańsk Widzów: 13 041 Sędzia: Sebastian Jarzębak (Bytom) |
|                      | kartki: · Deleu 49' · Wiśniewski 82' |                | kartki: · 66' Kwiek · 80' Shevelyukhin · 85' Przybylski |                                                                            |

| 2 czerwca 2013 16:15 | Legia Warszawa · Saganowski 13', 15', 32' (k) · Kucharczyk 39' · Radović 62' | 5:0(4:0)Raport | Śląsk Wrocław                       | Pepsi Arena, Warszawa Widzów: 30 787 Sędzia: Tomasz Garbowski (Kluczbork) |
|                      | kartki: · Kosecki 90+3'                                                      |                | kartki: · 66' Gikiewicz · 90' Socha |                                                                           |

| 2 czerwca 2013 16:00 | Piast Gliwice · Cicman 79' · Fernández 86' (k)        | 2:3(0:1)Raport | GKS Bełchatów · 32', 66' M. Mak · 56' Michalski                 | Stadion Miejski, Gliwice Widzów: 9128 Sędzia: Szymon Marciniak (Płock) |
|                      | kartki: · Ižvolt 41' 58' · Matras 68' · Zbozień 90+3' |                | kartki: · 60' Sawala · 82' Poźniak · 85' González · 90+3' Madej |                                                                        |

| 2 czerwca 2013 16:00 | Pogoń Szczecin · Frączczak 27', 72' · Chałas 77'     | 3:1(1:1)Raport | Polonia Warszawa · 14' Tarnowski                     | Stadion Miejski, Szczecin Widzów: 4235 Sędzia: Paweł Pskit (Łódź) |
|                      | kartki: · Wiśniewski 34' · Chałas 45' · Akahoshi 68' |                | kartki: · 15' Joczys · 22' Michalski · 50' Grzelczak |                                                                   |

| 2 czerwca 2013 16:00 | Widzew Łódź · Rybicki 59'           | 1:2(0:1)Raport | Podbeskidzie Bielsko-Biała · 11' Chmiel · 58' (k) Demjan             | Stadion Widzewa, Łódź Widzów: 7000 Sędzia: Paweł Raczkowski (Warszawa) |
|                      | kartki: · Bartkowski 64' · Aléx 88' |                | kartki: · 66' Chmiel · 83' Łatka · 89' Górkiewicz · 90+3' Sokołowski |                                                                        |

| 2 czerwca 2013 16:00 | Wisła Kraków                      | 0:1(0:0)Raport | Zagłębie Lubin · 81' (k) Woźniak | Stadion Miejski, Kraków Widzów: 13 704 Sędzia: Robert Małek (Zabrze) |
|                      | kartki: · Chávez 28' · Genkov 80' |                | kartki: · 90+3' Kozioł           |                                                                      |